# イベリア航空

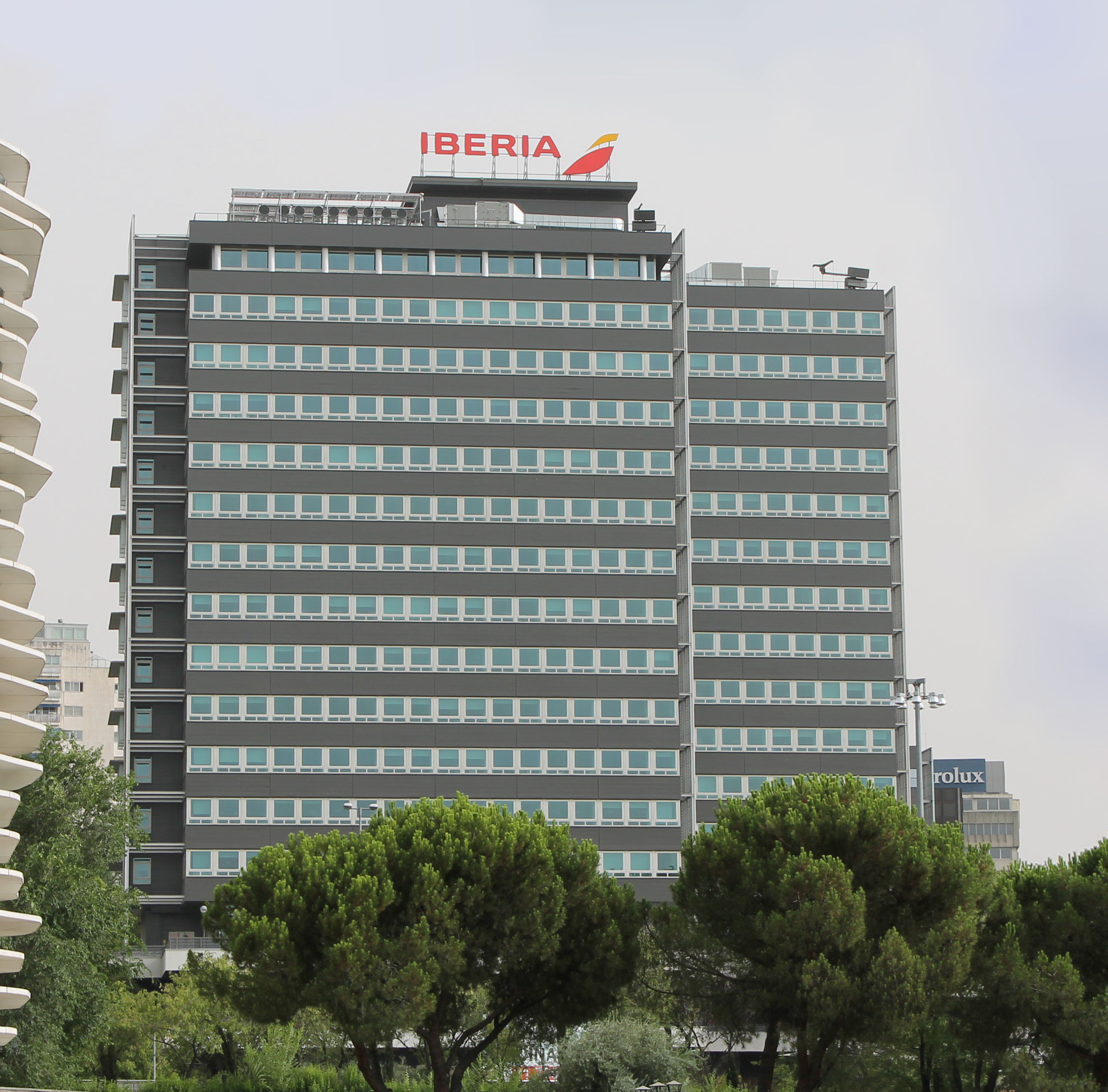
イベリア航空の本社

イベリア航空（イベリアこうくう、Iberia、スペイン語正式社名：Iberia Líneas Aéreas de España S.A.）は、スペインの航空会社である。

## 概要
マドリードを本拠地としている。主要な拠点はマドリード空港及びバルセロナ空港である。スペインのいわゆるフラッグ・キャリアである。
航空券の座席予約システム（CRS）は、アマデウスITグループが運営するアマデウスを利用している。

ブリティッシュ・エアウェイズと2010年4月8日に持株会社設立による経営統合に合意し、翌2011年1月21日にインターナショナル・エアラインズ・グループ(IAG)が発足した。グループの登記上本社は、イベリア航空の本社所在地であるマドリードにおいている。

## 歴史
- 1927年6月28日に設立された。世界でも最も古い航空会社の一つである。
- 1927年12月4日にマドリード-バルセロナ間で運航が開始された。初飛行には当時のスペイン国王アルフォンソ13世が搭乗した。
- 翌1928年にはロールバッハ Ro VIII ローランド3機による商業飛行を開始した。乗客定員は10人で、座席は枝編みの椅子であり、トイレも備えていた。
- 1932年、ガソリンエンジンによる営業飛行を開始。
- 1939年にマドリード＝リスボン間で国際線の運航を開始。
- 1944年9月30日に国営化された。
- 1945年には大西洋横断路線を開設した。
- 1946年、客室乗務員を採用を開始した。
- 1946年、マドリード-ブエノスアイレス線にダグラス DC-4型機を使用して就航し、史上初めてヨーロッパと南アメリカ間の航空便運航を開始した。

- 1951年、機内食の提供を開始した。

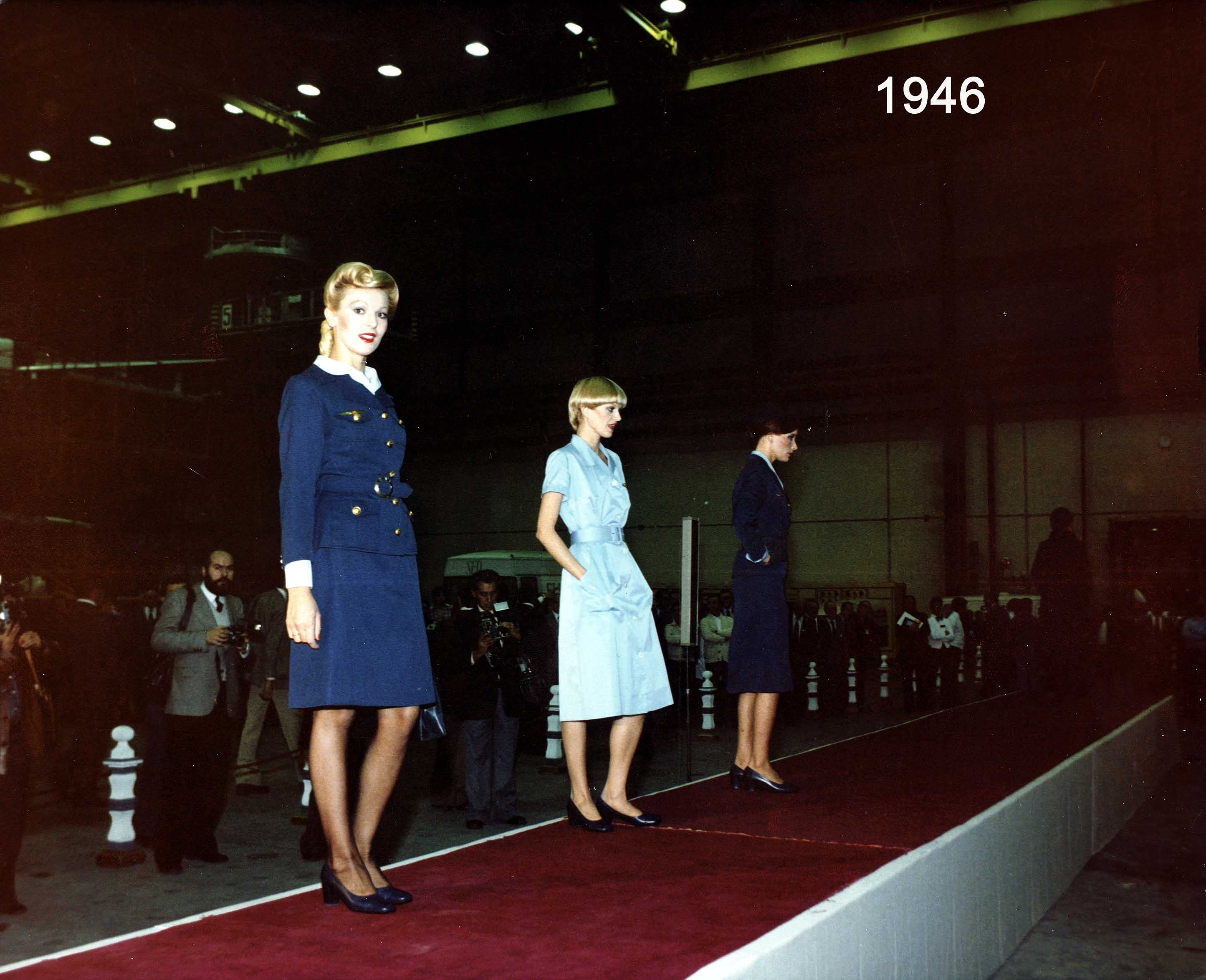
- 1946年当時のユニフォーム

- 1953年、国際郵便はがきの取り扱いを開始した。
- 1954年8月、ニューヨークへの直行便を開設した。
- 1985年、女性パイロットを初めて採用した。
- 1987年はアマデウスITグループ創立メンバーの一員となった。
- 1980年代後半から1990年代初期、従来のDC-9、ボーイング727、DC-10を、MD-87型機、エアバスA320、A340型機に更新した。さらにボーイング757型機も多数購入した。
- 1991年、ヨーロッパの航空会社として初めて、マイレージサービス（イベリアプラス）を開始した。イ
- 1999年にアビアコ航空を買収した。
- 1999年9月には航空連合ワンワールドへの加盟を果たした。
- 2001年に民営化が完了し、イベリア航空の株式が株式市場に上場された。
- 2004年7月、南アメリカ路線のハブ空港を、マイアミからホンジュラスへ変更した。
- 2005年、エアバスA340型機に新しいビジネスプラスクラスを導入した。
- 2006年、格安航空会社のブエリング航空の台頭に対抗するため、格安航空会社のクリックエアーを設立し、イベリア航空のバルセロナ発着路線を移管した。なお、クリックエアーは2009年にそのブエリング航空に合併され、ブエリング航空がイベリア航空の関連会社となっている。
- 2007年7月、エールフランス-KLMがイベリア航空を買収する計画に参入することを表明した。
- 2009年11月12日、かねてより交渉が行われていたブリティッシュ・エアウェイズとの統合について基本合意を発表した。
- 2010年4月8日に「インターナショナル・エアラインズ・グループ(IAG)」を発足し、グループの登記上本社をイベリア航空の本社所在地であるマドリードに置くことで最終合意した[3]。経営統合は2011年1月に完了、乗客の輸送規模で世界6位、欧州3位の航空会社となった。
- 2011年にはブリティッシュ・エアウェイズと貨物事業を統合すると発表。IAGカーゴ（英語版）が発足した[4]。
- 2012年、イベリア・エクスプレスを設立。

- 2013年4月、ブエリング航空がIAG傘下に異動した[5]。
- 2013年10月には新しいCIを発表している[6]。
- 2015年、A350-900を8機と、A330-200を発注した[7][8][9]。
- 2016年6月、上海線に就航し、アジアへの路線を再開した。
- 2016年、FlightStatsの定時運航率で世界1位に輝いた[10]。
- 2017年5月、初のプレミアムエコノミーを搭載したエアバスA340-600の運航を開始した[11]。
- 2017年6月20日、パリ航空ショー2017の期間中、スカイトラックス社から4ツ星航空会社に認定された[12]。
- 2018年6月、初のエアバスA350-900を受領した[13]。
- 2019年6月、IAGグループは、イベリア航空向けに計8機のエアバスA321XLRを発注した[14]。
- 2019年11月、IAGはイベリア航空を通じて[15]、国内同業のエア・ヨーロッパを買収すると発表した。
- 2020年5月、新型コロナウイルス感染拡大を受けて、IAGグループのイベリア航空とブエリング航空は、スペイン政府から€10億の融資を受けることを発表した[16]。
- 2020年8月をもってエアバスA340の運航を終了し、退役させた[17]。
- 2024年、エアバスA321XLRを最初に運航する航空会社になることが発表された。当初は、同グループのエアリンガスに納入される予定だったが、会社側とパイロット側が賃金をめぐり係争中であることが影響し、イベリア航空に変更された[18]。
- 2024年11月6日、世界で初めてエアバスA321XLRの商用運航を開始した。11月14日からは、マドリード-ボストン線に投入し、大西洋線での運行を開始した[19][20]。
- 2025年5月、IAGはエアリンガスとイベリア航空向けに、エアバスA330-900neo型機を21機発注した[21]。

## 機材

### リスト
| 機種                     | 運航数 | 発注数 | 座席数 | 座席数 | 座席数 | 座席数 | 備考                                                        |
| 機種                     | 運航数 | 発注数 | C      | W      | Y      | 計     | 備考                                                        |
| ------------------------ | ------ | ------ | ------ | ------ | ------ | ------ | ----------------------------------------------------------- |
| エアバスA319-100         | 3      | -      | 14     | -      | 108    | 122    |                                                             |
| エアバスA319-100         | 3      | -      | -      | -      | 141    | 141    |                                                             |
| エアバスA320-200         | 11     | -      | -      | -      | 180    | 180    |                                                             |
| エアバスA320neo          | 19     | 8      | -      | -      | 186    | 186    |                                                             |
| エアバスA321-200         | 14     | -      | -      | -      | 217    | 217    |                                                             |
| エアバスA321neo          | -      | 5      | 未定   | 未定   | 未定   | 未定   |                                                             |
| エアバスA321XLR          | 3      | 5      | 14     | -      | 168    | 182    | ローンチカスタマー                                          |
| エアバスA330-200         | 19     | -      | 19     | -      | 269    | 288    | うち7機はレベルへリース                                     |
| エアバスA330-300         | 8      | -      | 29     | 21     | 242    | 292    |                                                             |
| エアバスA330-900         | -      | 21     | 未定   | 未定   | 未定   | 未定   | エアリンガス、レベル向けの発注分も含む 13機のオプション付き |
| エアバスA350-900         | 22     | 3      | 31     | 24     | 293    | 348    |                                                             |
| エアバスA350-900         | 22     | 3      | 33     | -      | 301    | 334    |                                                             |
| イベリア・エクスプレス   |        |        |        |        |        |        |                                                             |
| エアバスA320-200         | 13     | -      | -      | -      | 180    | 180    |                                                             |
| エアバスA321neo          | 12     | -      | -      | -      | 232    | 232    |                                                             |
| イベリア・リージョナル   |        |        |        |        |        |        |                                                             |
| ATR 72-600               | 11     | -      | -      | -      | 72     | 72     | メルエア、エア・ノストラムによる運航                        |
| ボンバルディア CRJ-200ER | 6      | -      | -      | -      | 50     | 50     | エア・ノストラムによる運航                                  |
| ボンバルディア CRJ-1000  | 26     | -      | -      | -      | 100    | 100    | エア・ノストラムによる運航                                  |
| 計                       | 167    | 42     |        |        |        |        |                                                             |

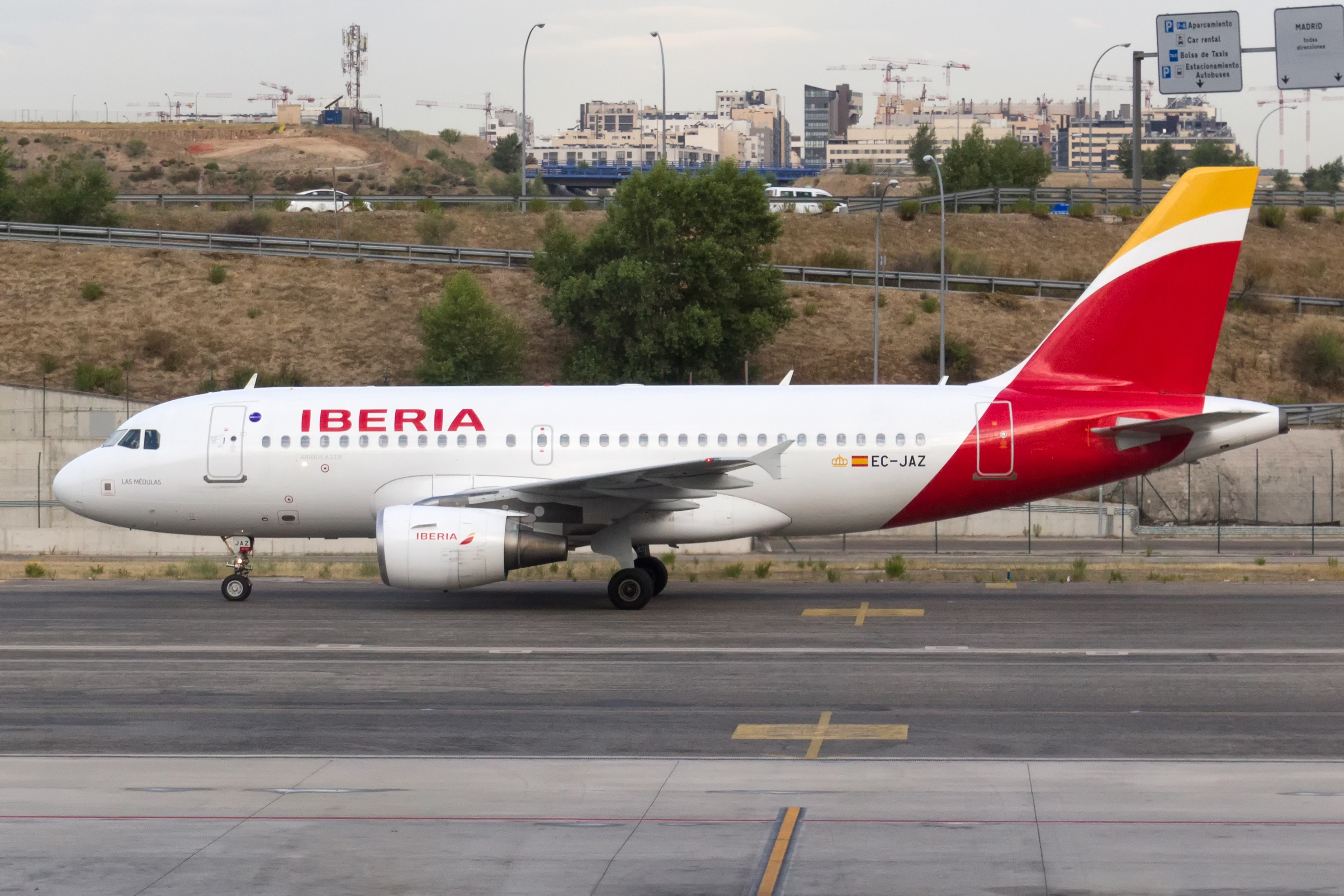
エアバスA319-100
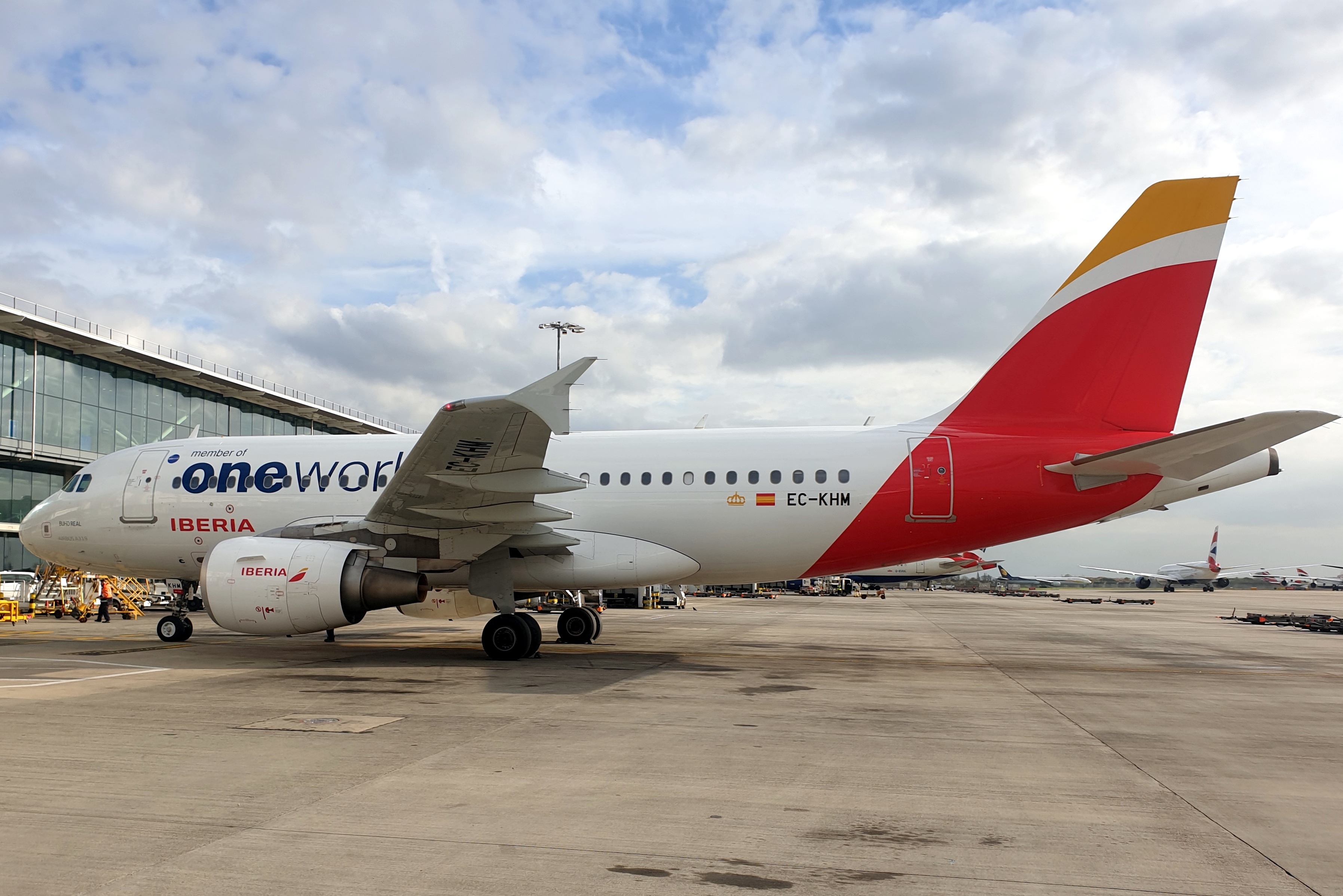
エアバスA319-100（ワンワールド塗装）
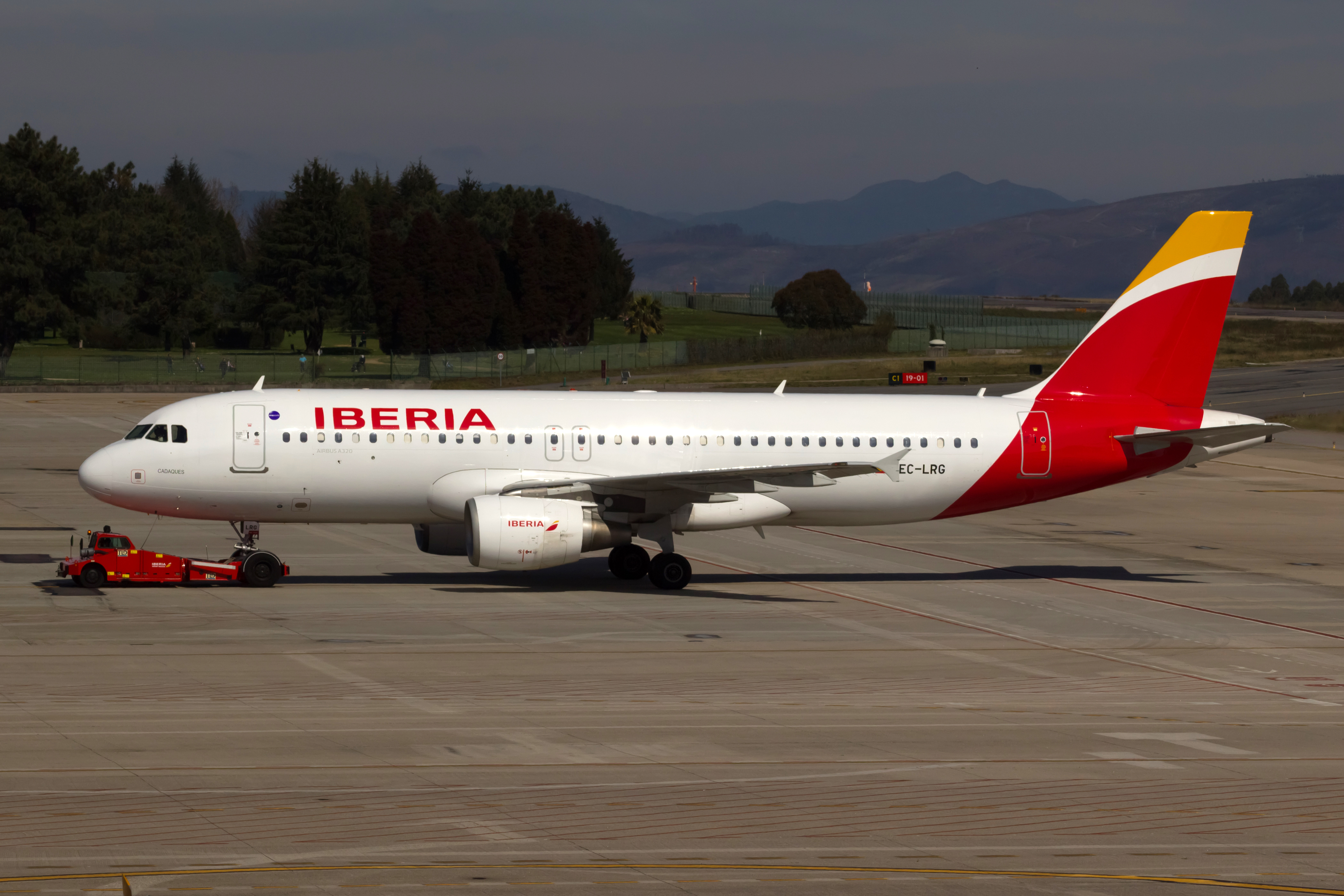
エアバスA320-200
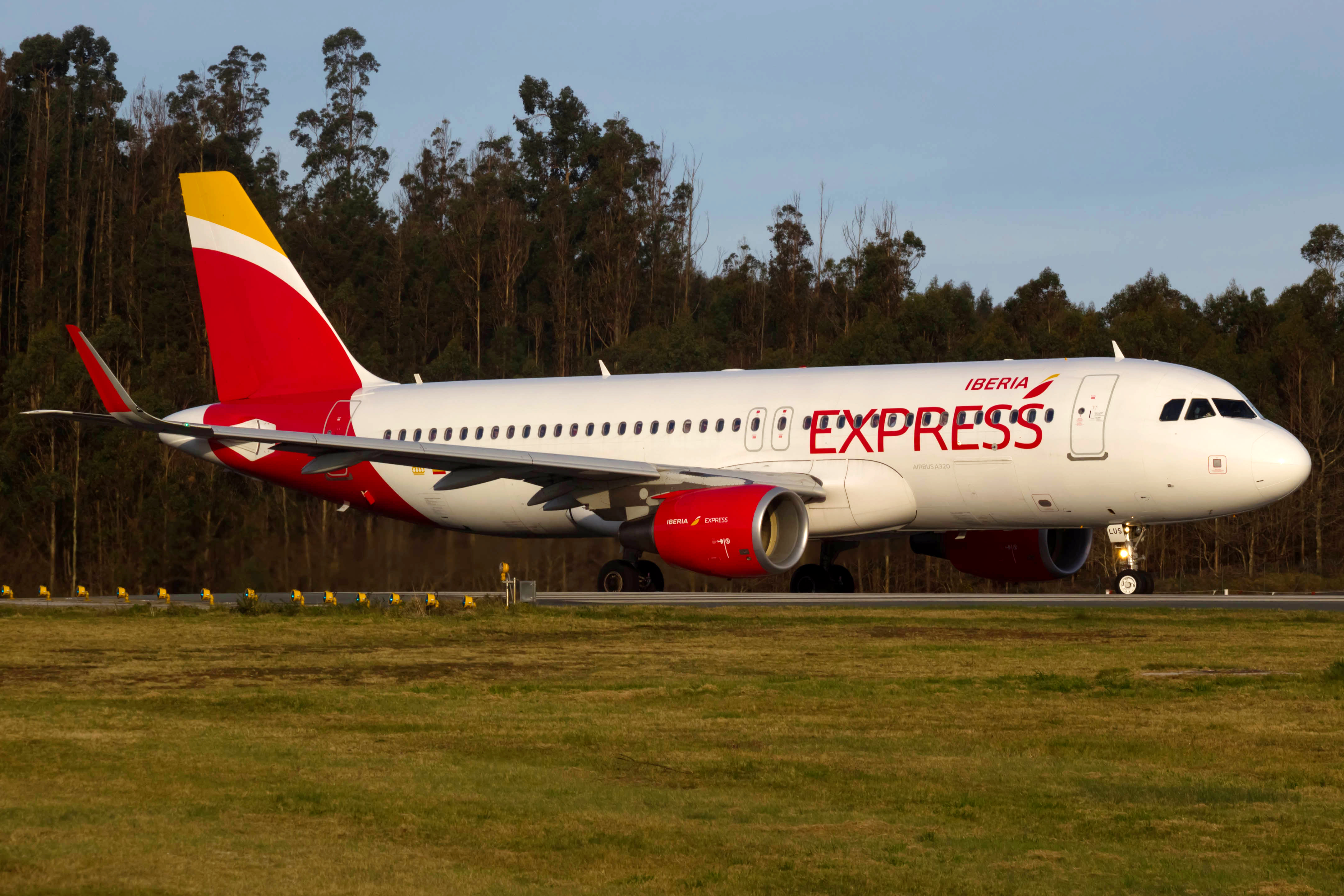
エアバスA320-200（イベリア・エクスプレス）
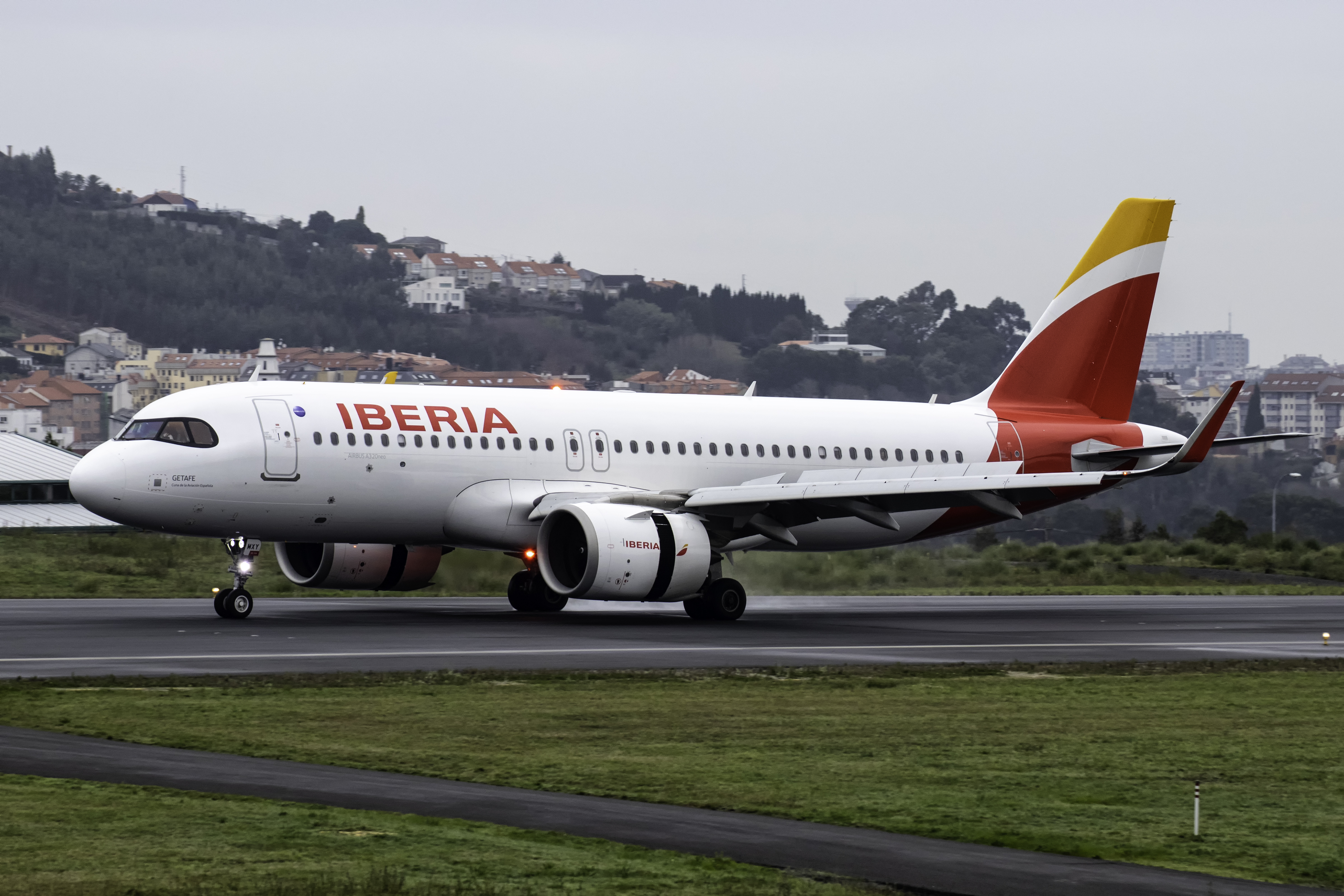
エアバスA320neo
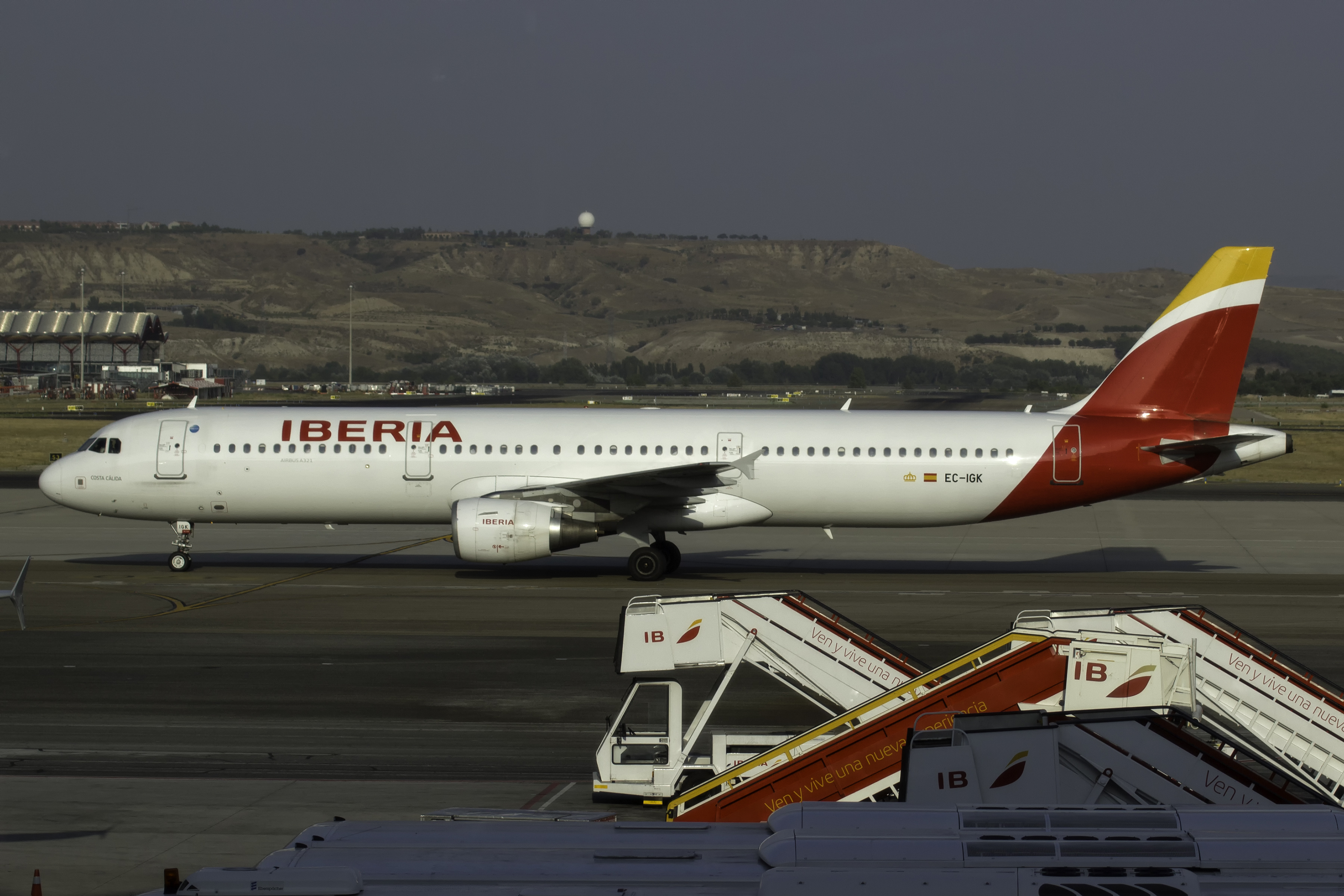
エアバスA321-200
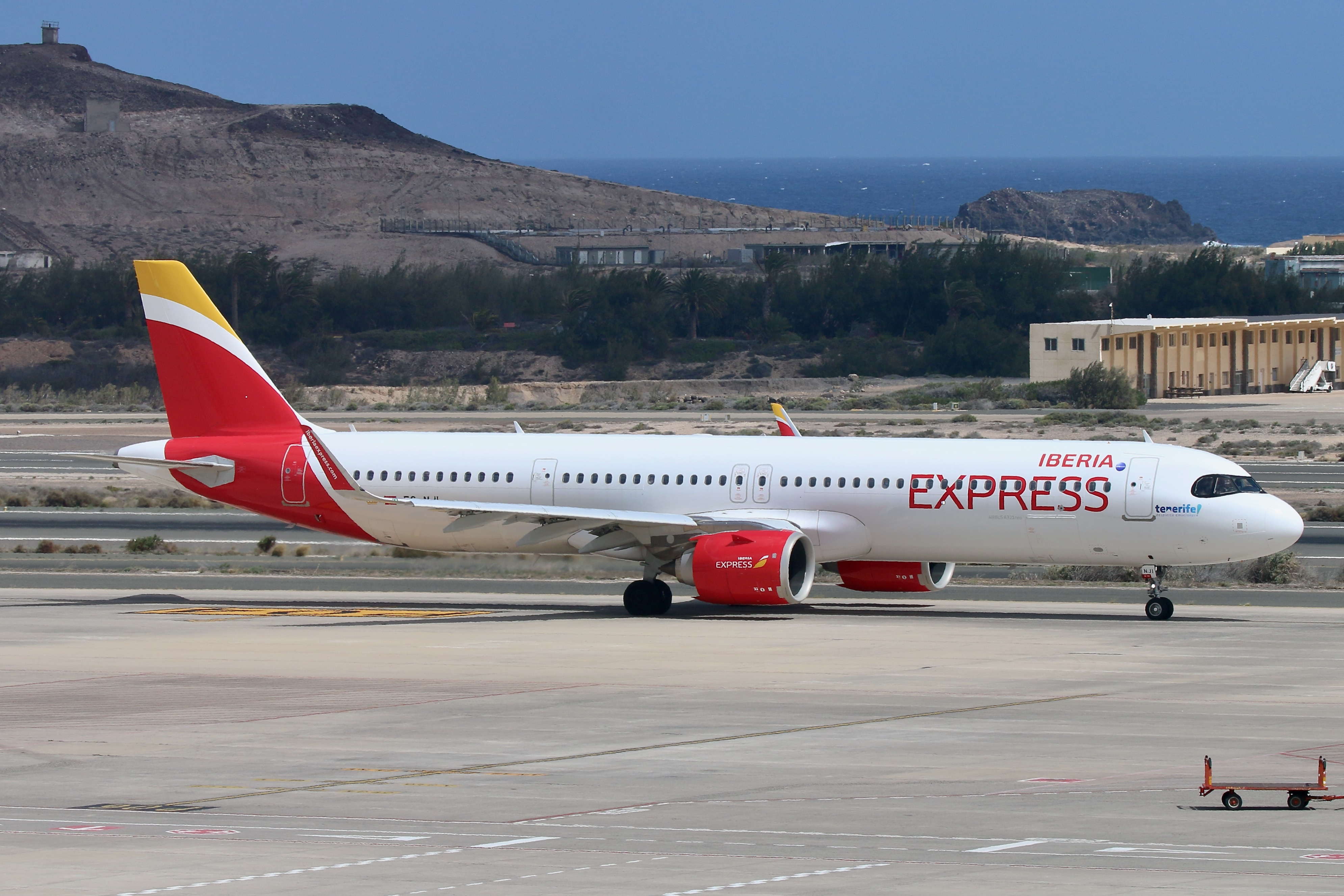
エアバスA321neo（イベリア・エクスプレス）
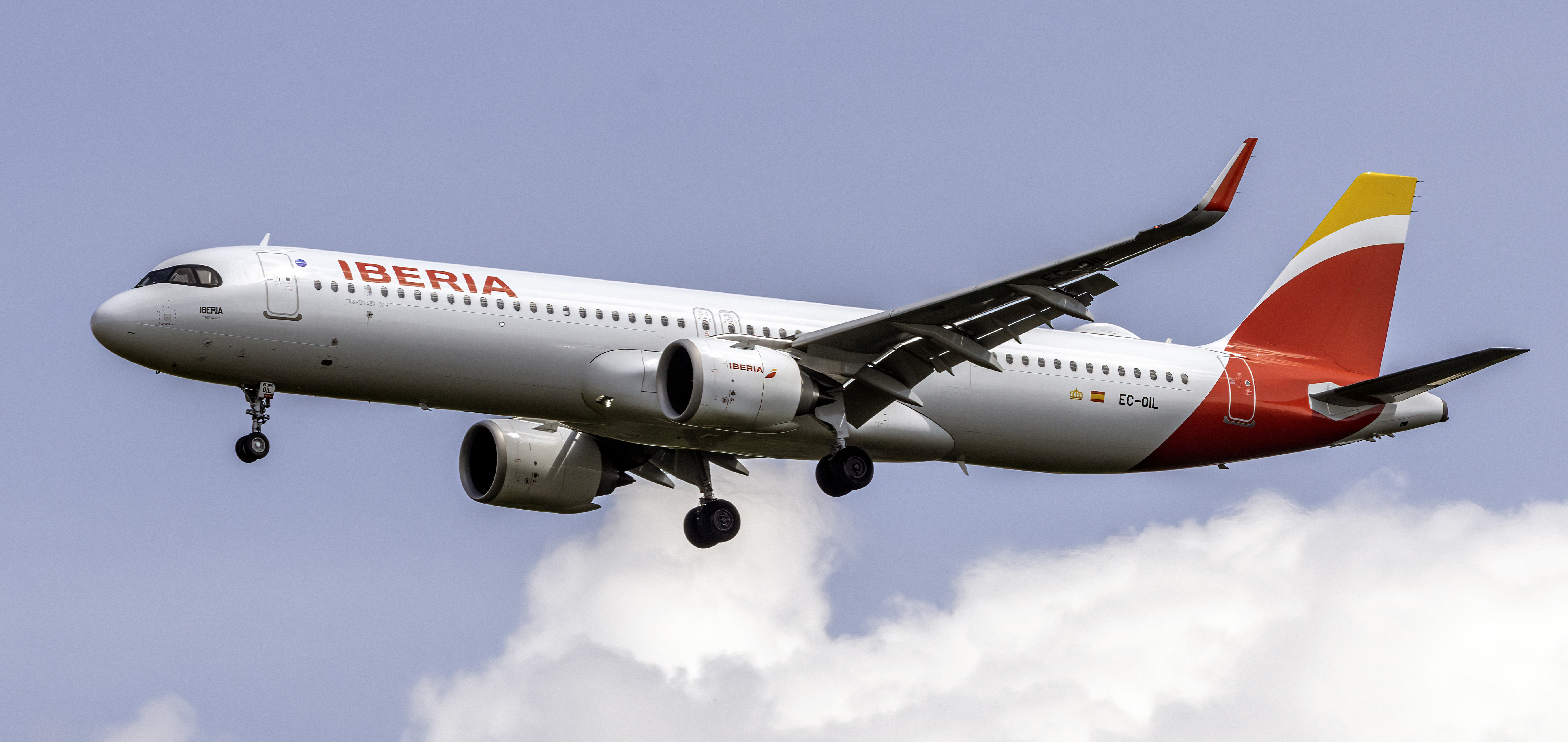
エアバスA321XLR
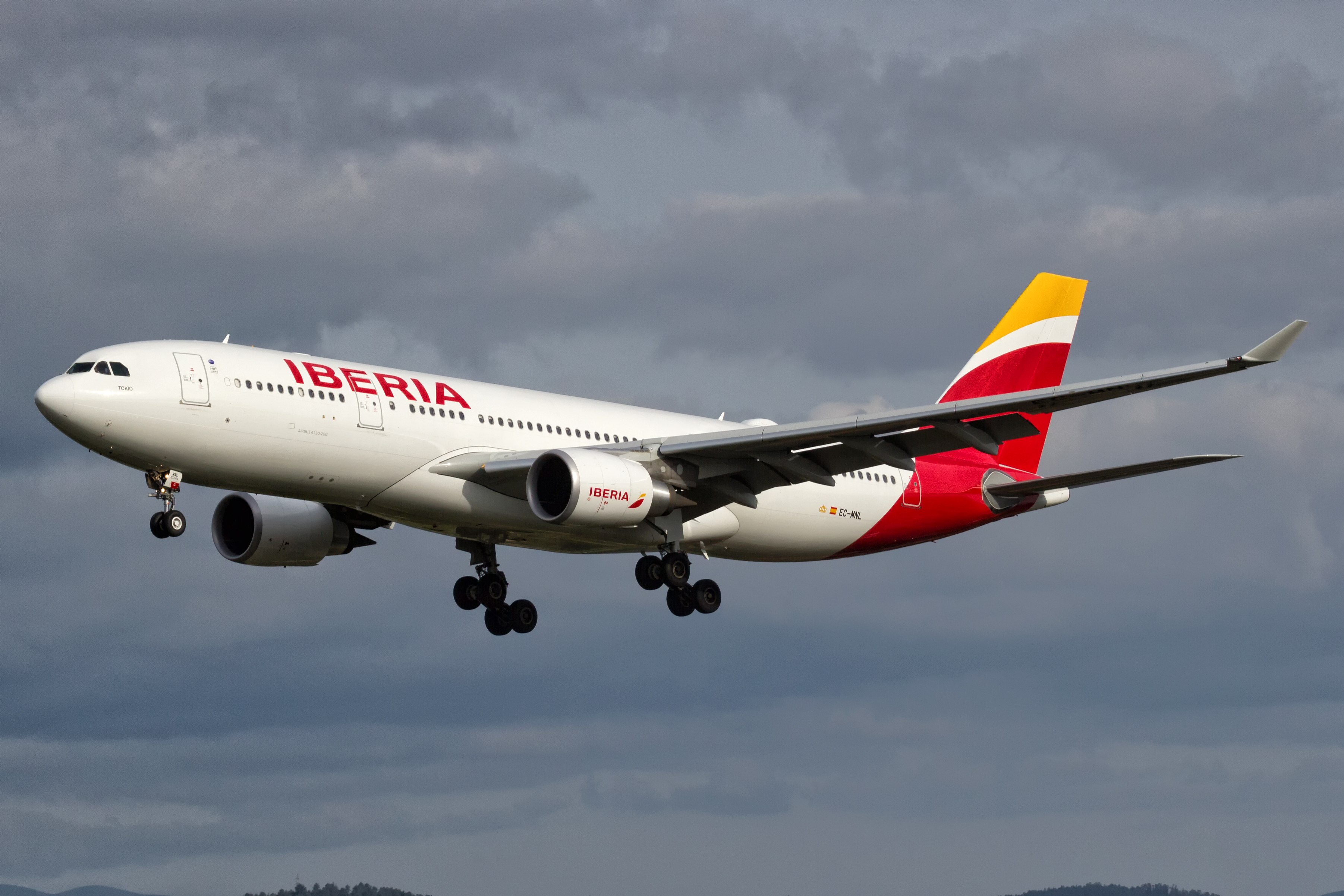
エアバスA330-200
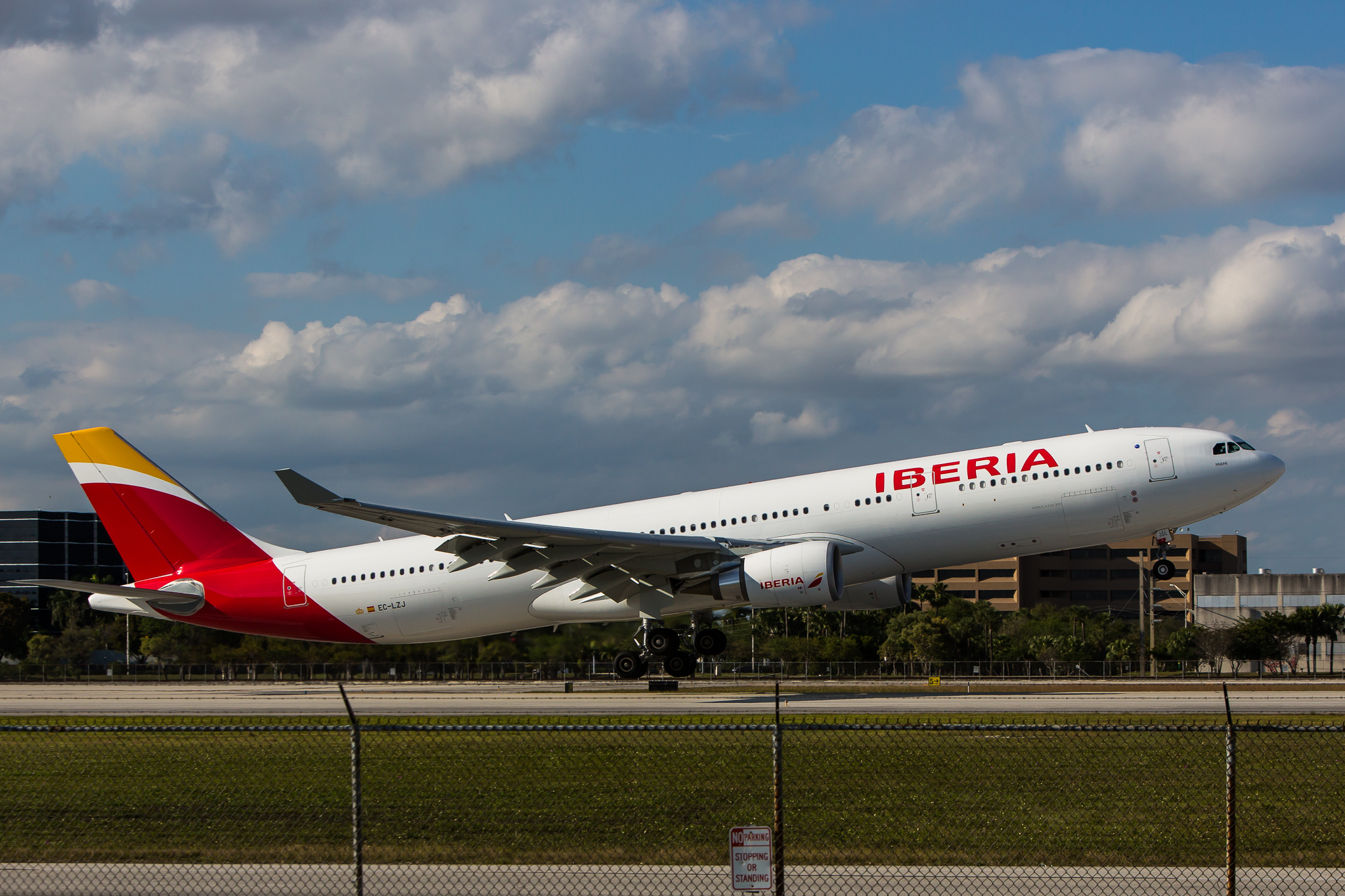
エアバスA330-300
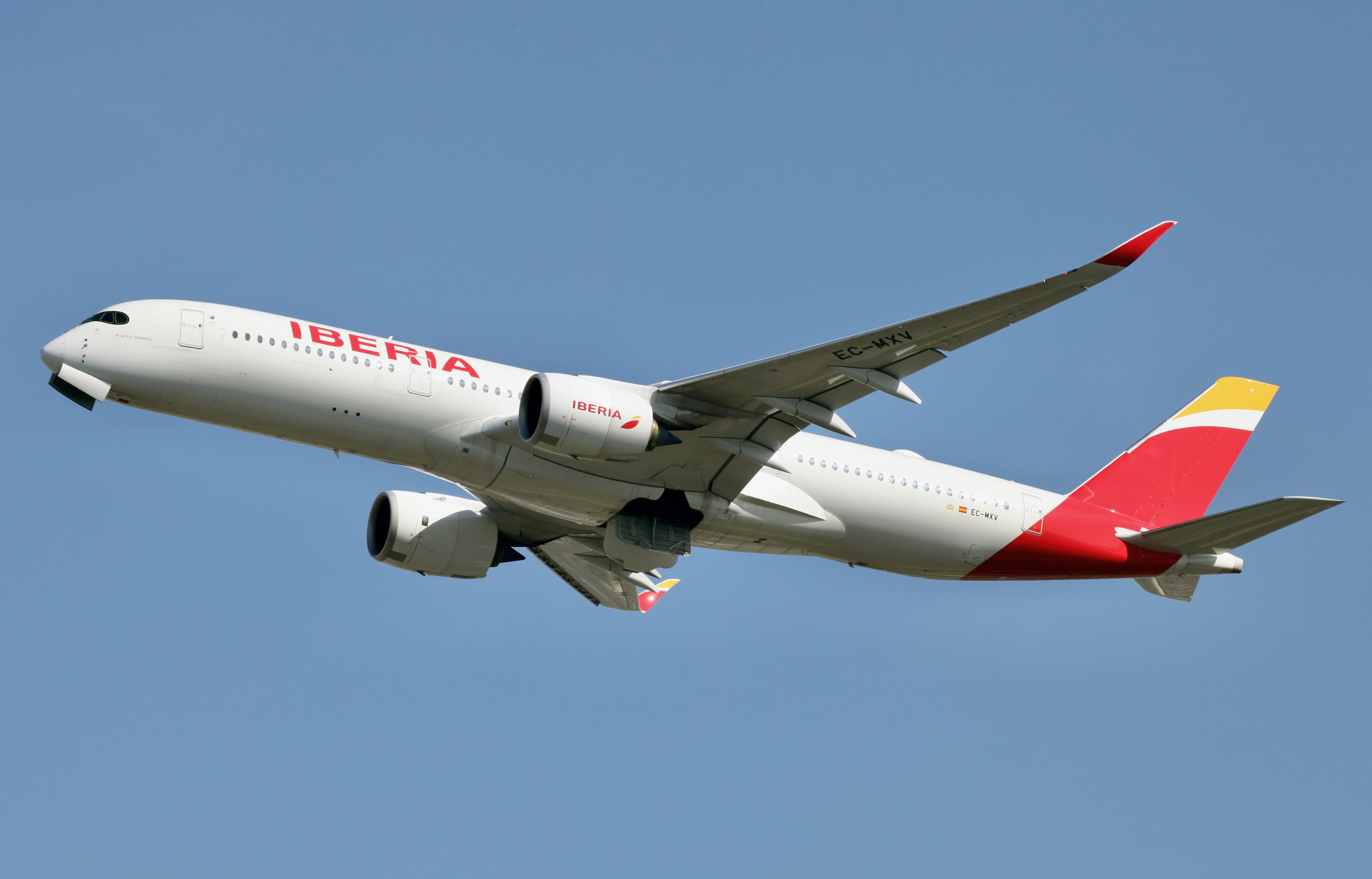
エアバスA350-900
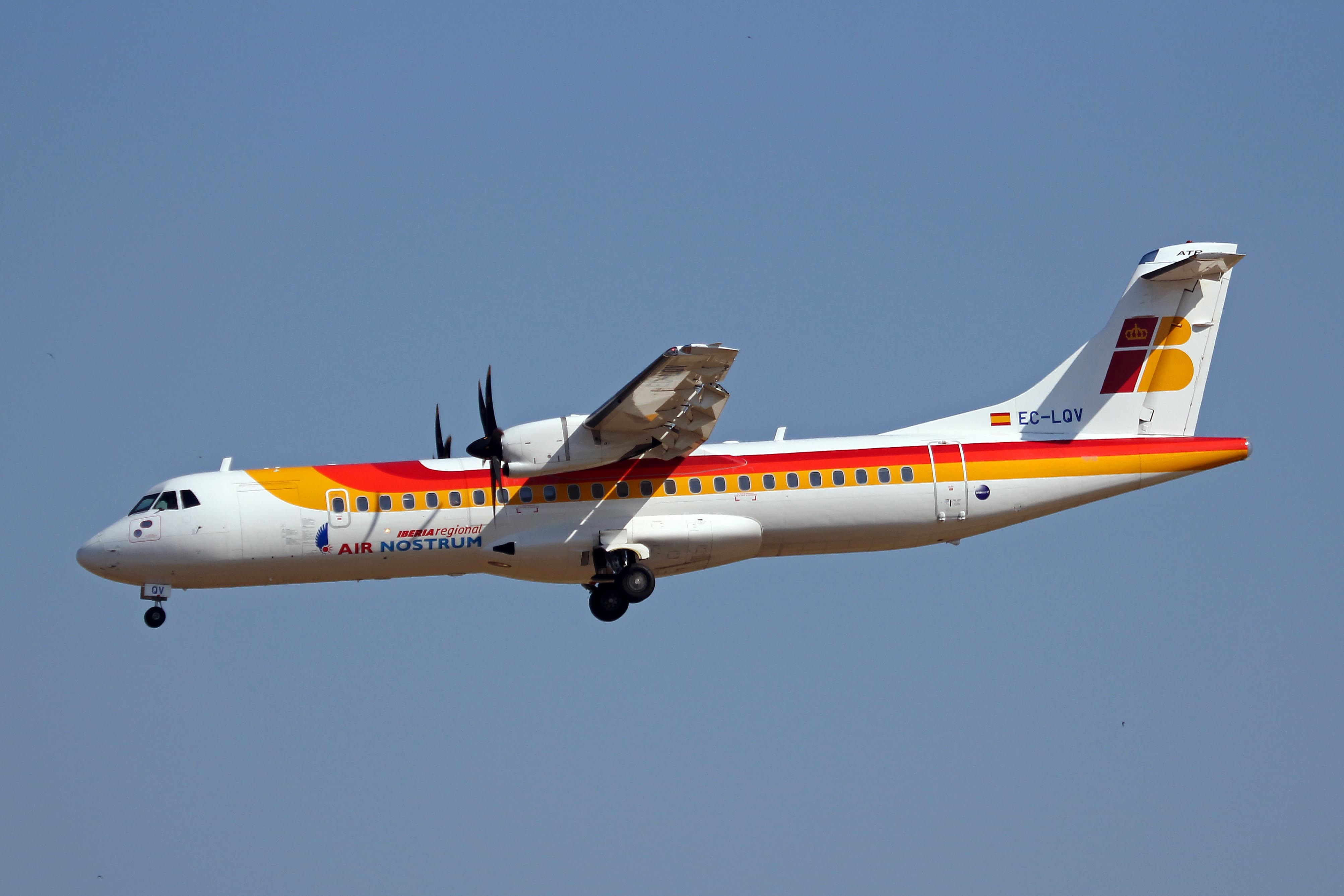
ATR 72-600（イベリア・リージョナル、旧塗装）
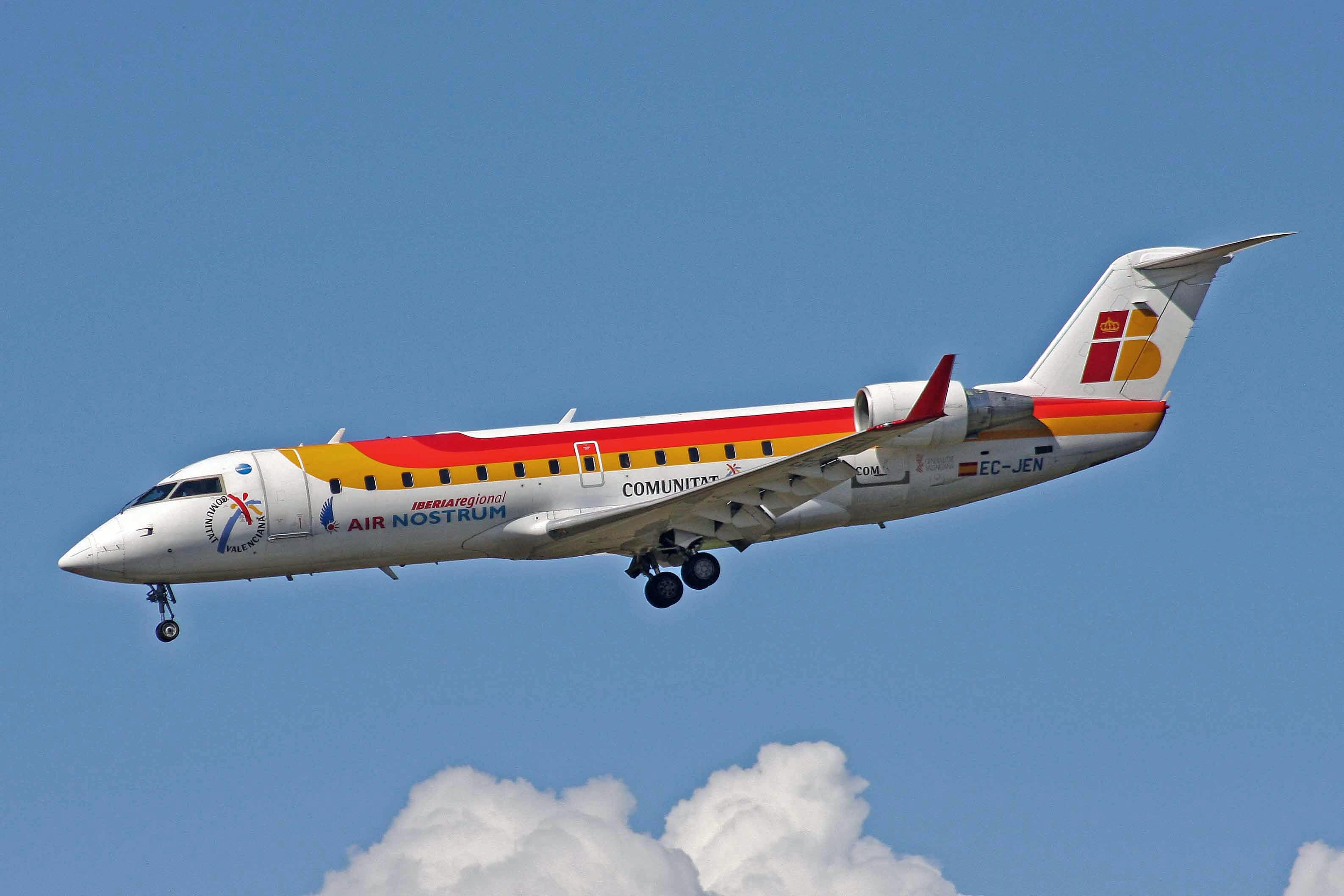
ボンバルディア CRJ-200ER（イベリア・リージョナル、旧塗装）
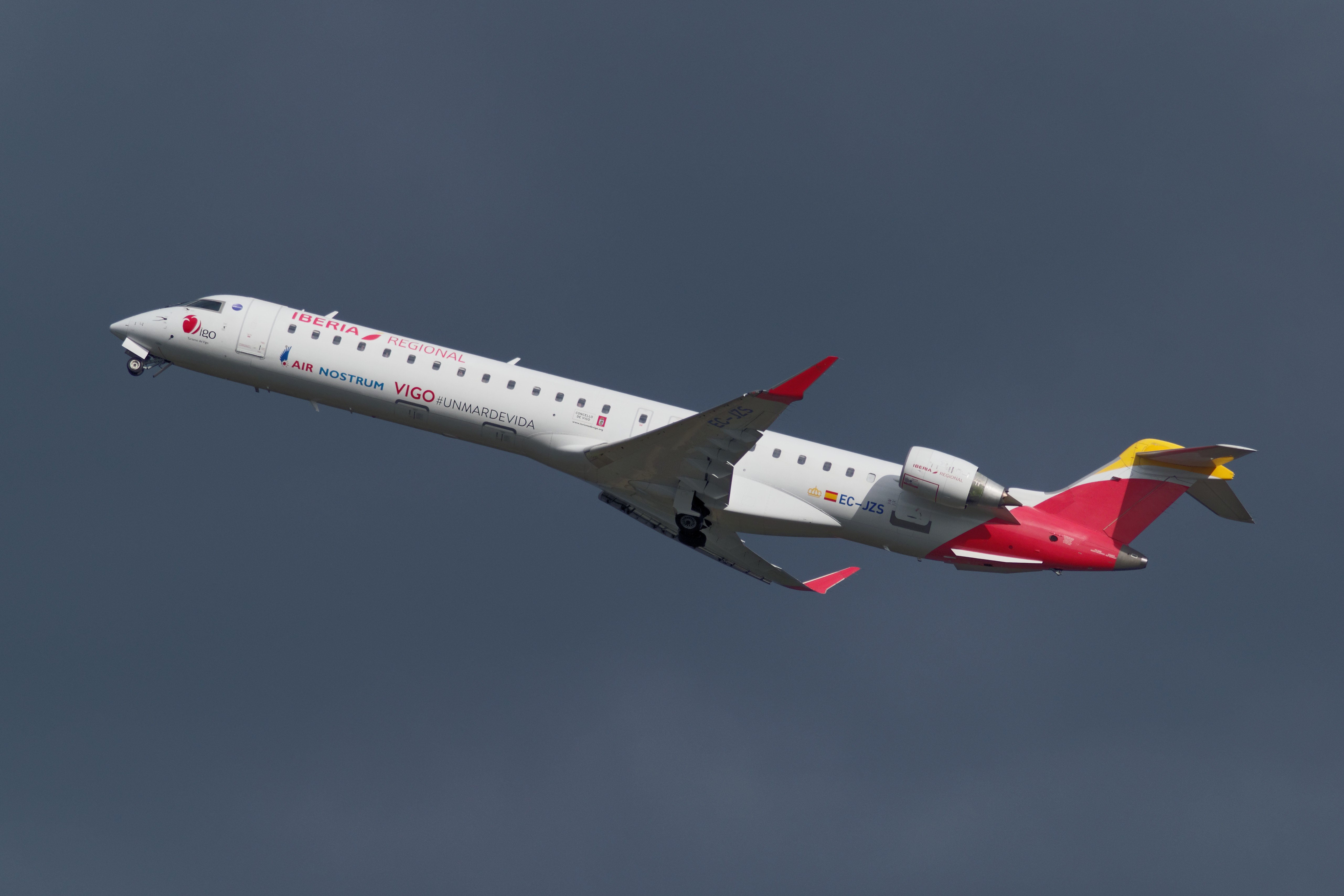
ボンバルディア CRJ-1000

## 退役機材

### リスト
- ボーイング727-200[29]
- ボーイング747-100
- ボーイング747-200[30]
- ボーイング747-300
- ボーイング747-400[31]
- ボーイング757-200[32]
- エアバスA300B2/B4[33]
- エアバスA340-300
- エアバスA340-600
- ダグラスDC-4
- ダグラスDC-8
- マクドネル・ダグラスDC-9
- マクドネル・ダグラスDC-10
- マクドネル・ダグラスMD-87
- マクドネル・ダグラスMD-88
- ロッキード・トライスター[34]
- ロールバッハ Ro VIII ローランド

### 画像

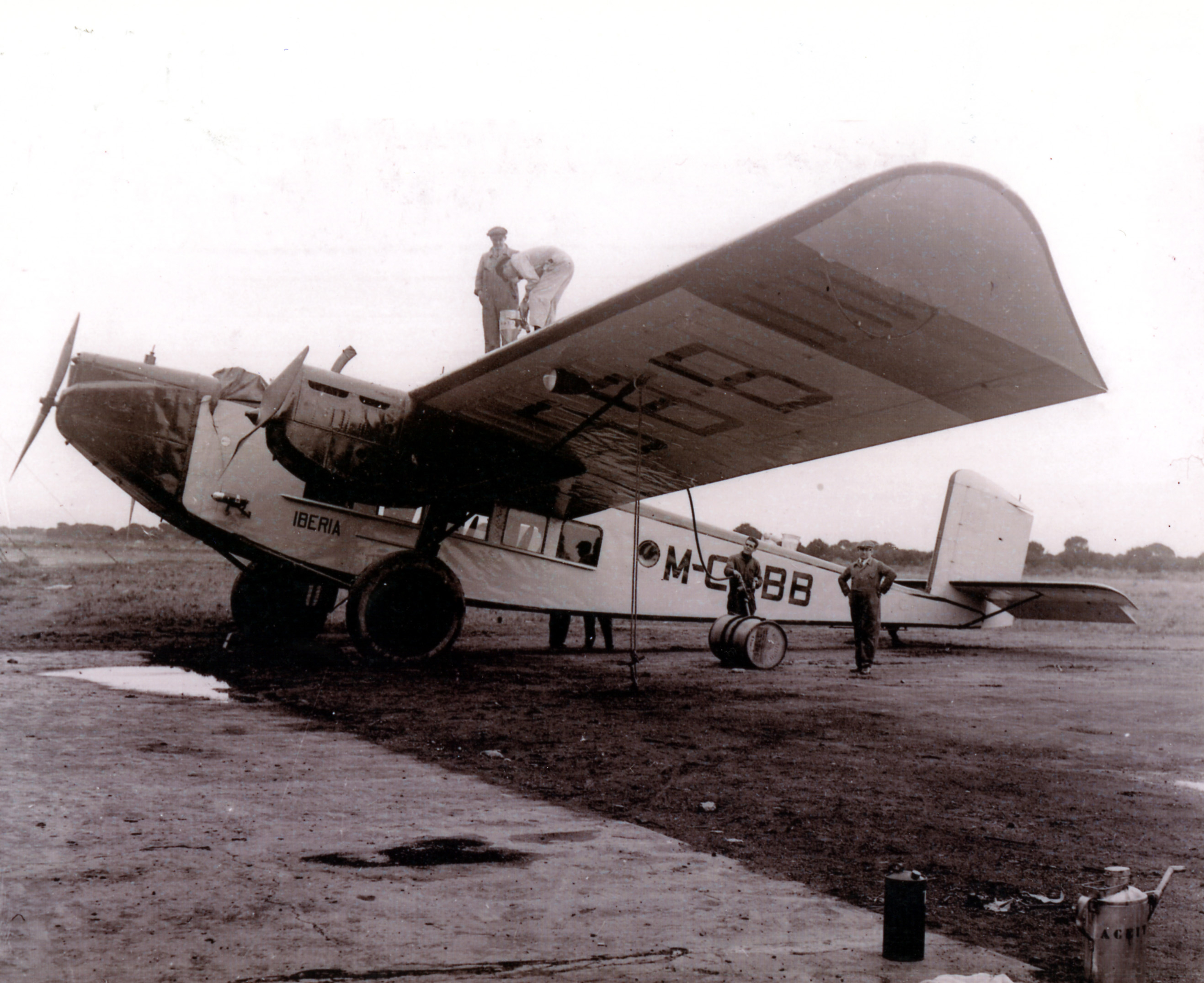
ロールバッハ Ro VIII ローランド
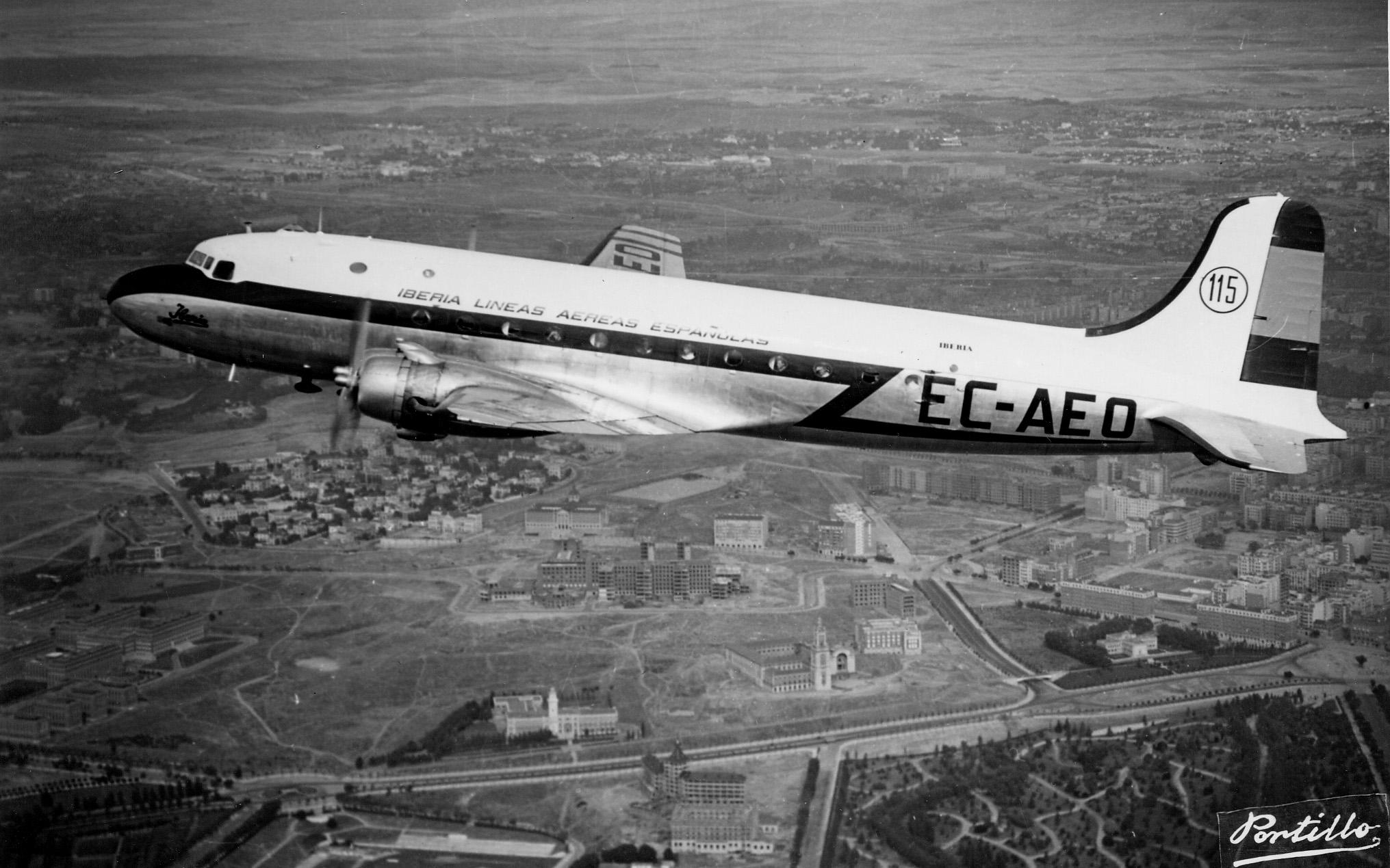
ダグラスDC-4
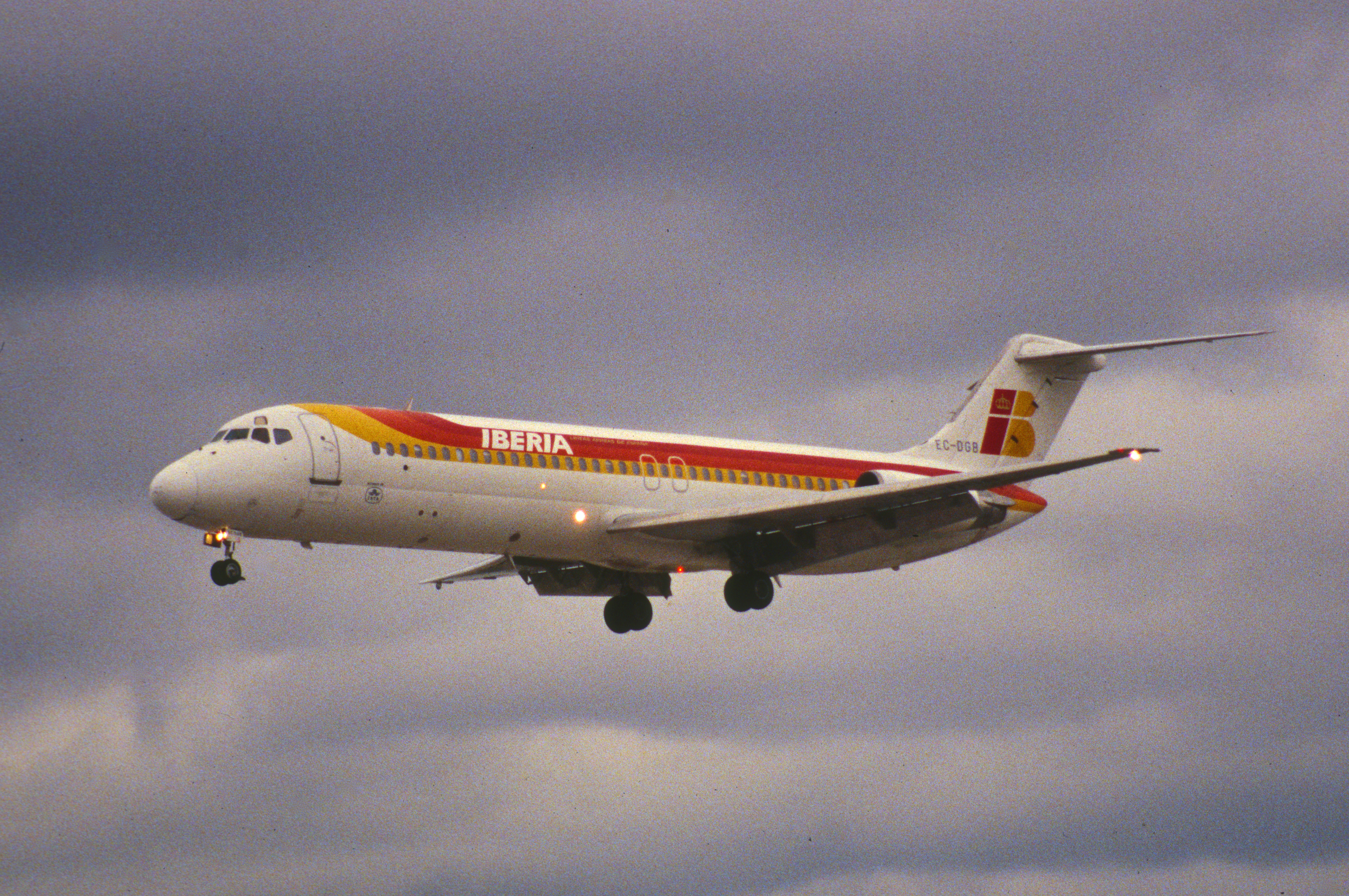
マクドネル・ダグラスDC-9
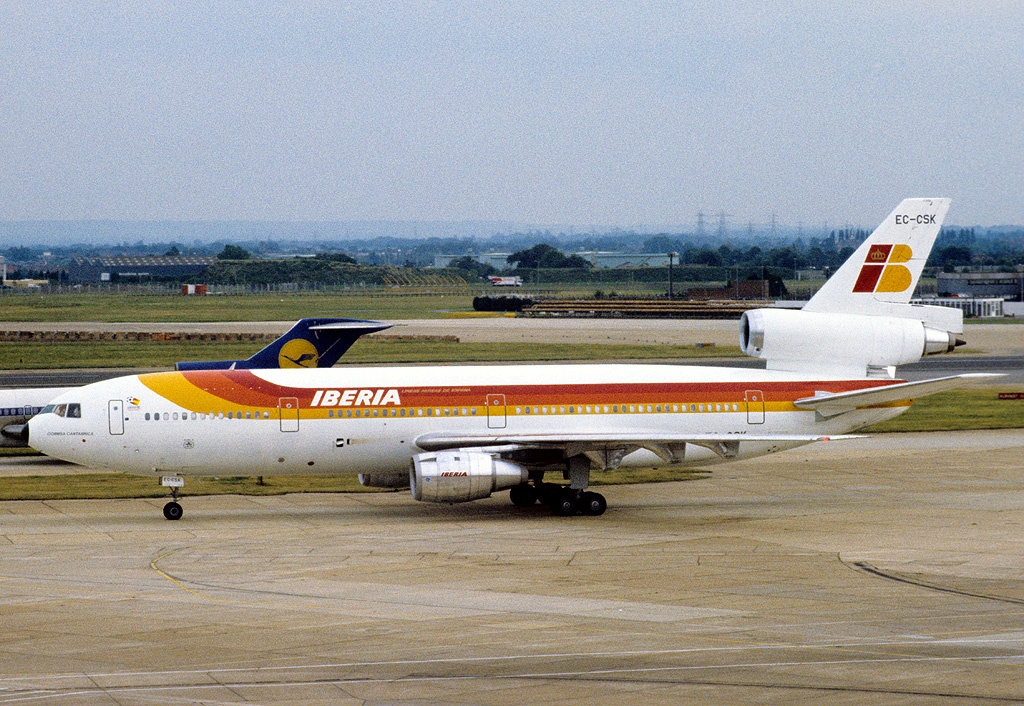
マクドネル・ダグラスDC-10
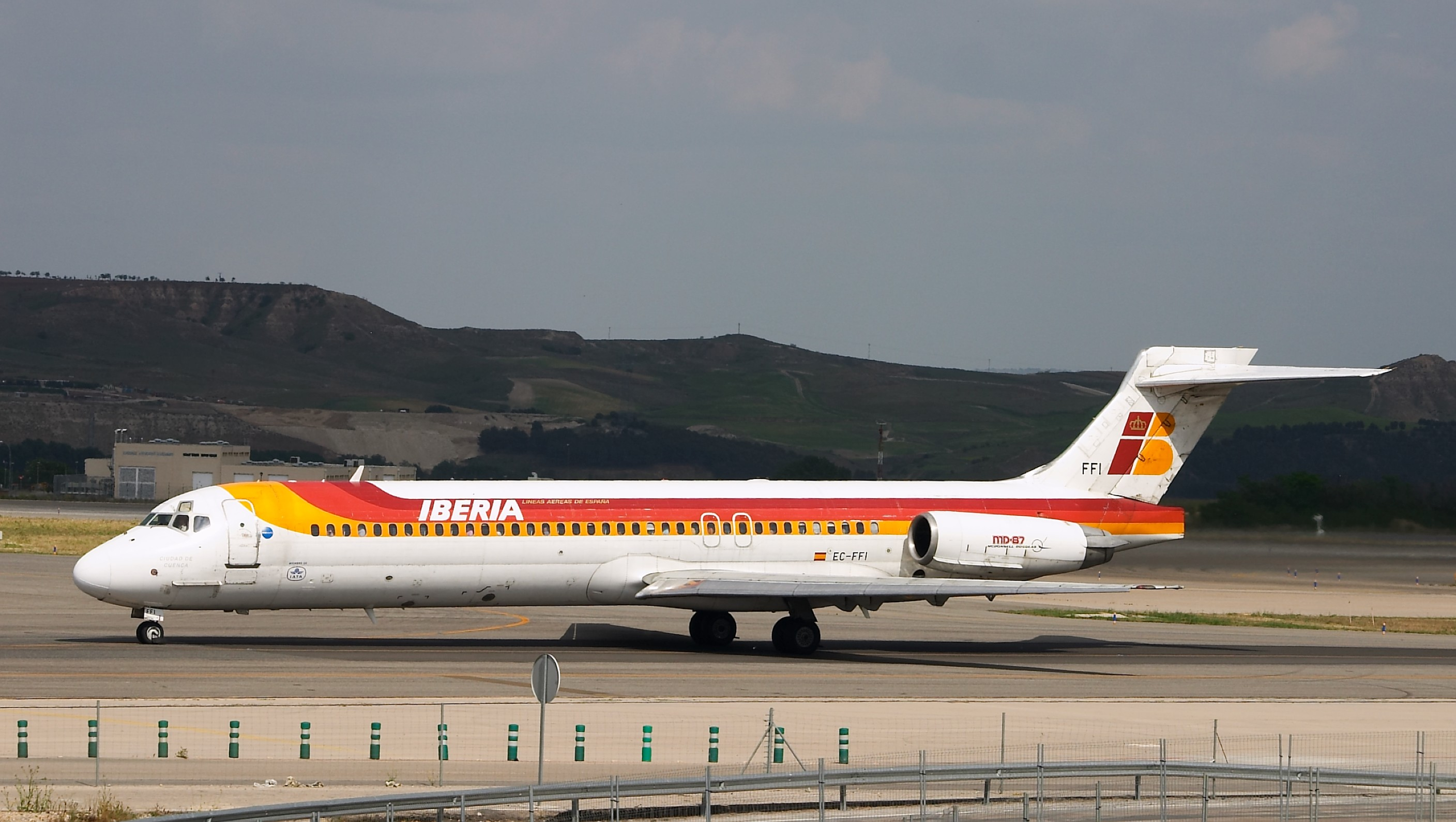
マクドネル・ダグラスMD-87
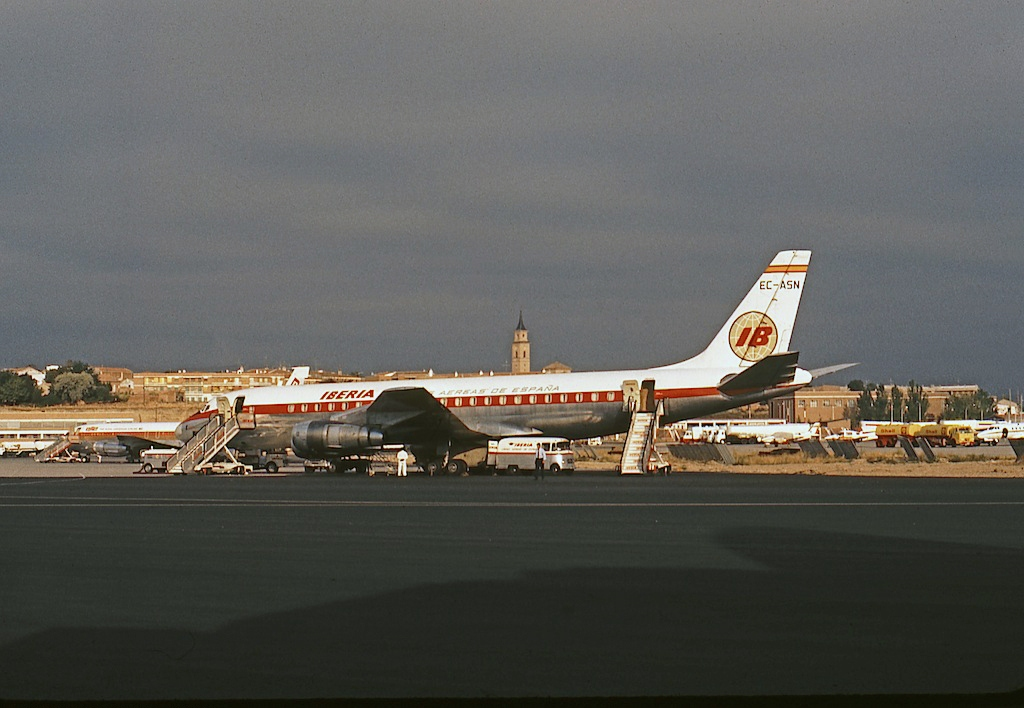
ダグラスDC-8
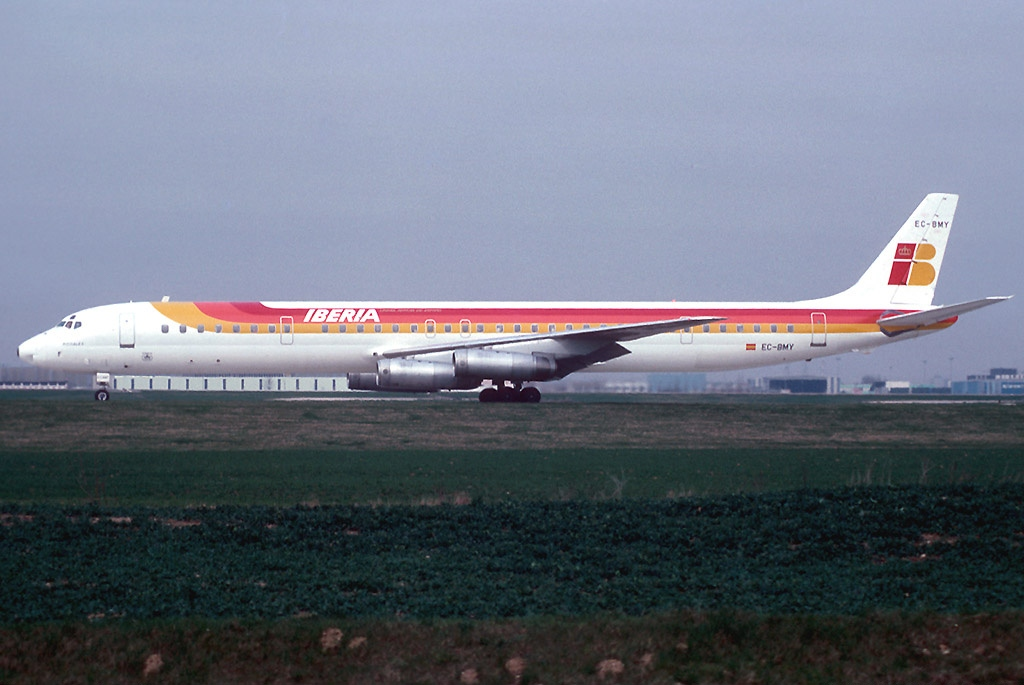
ダグラスDC-8-63
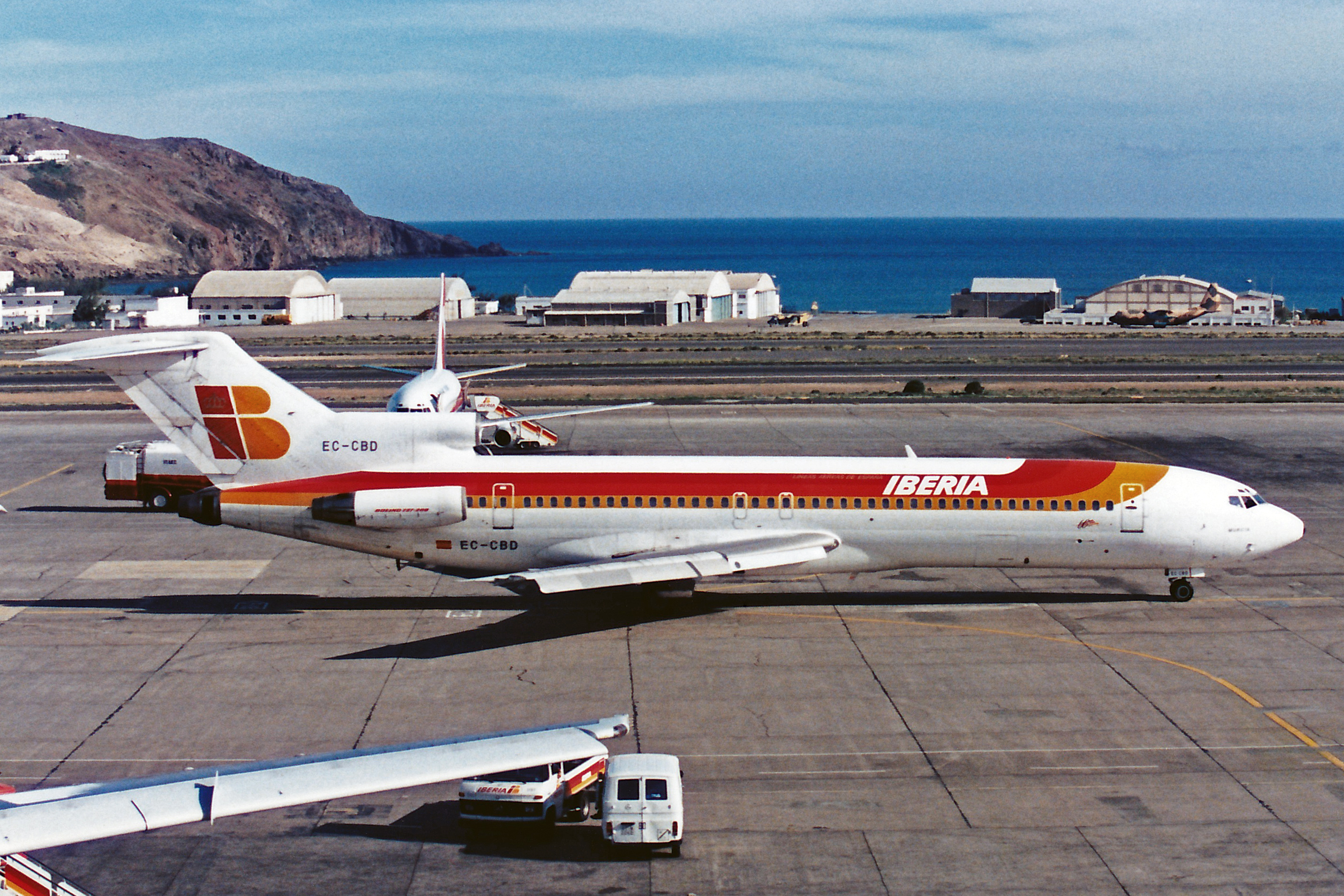
ボーイング727-200
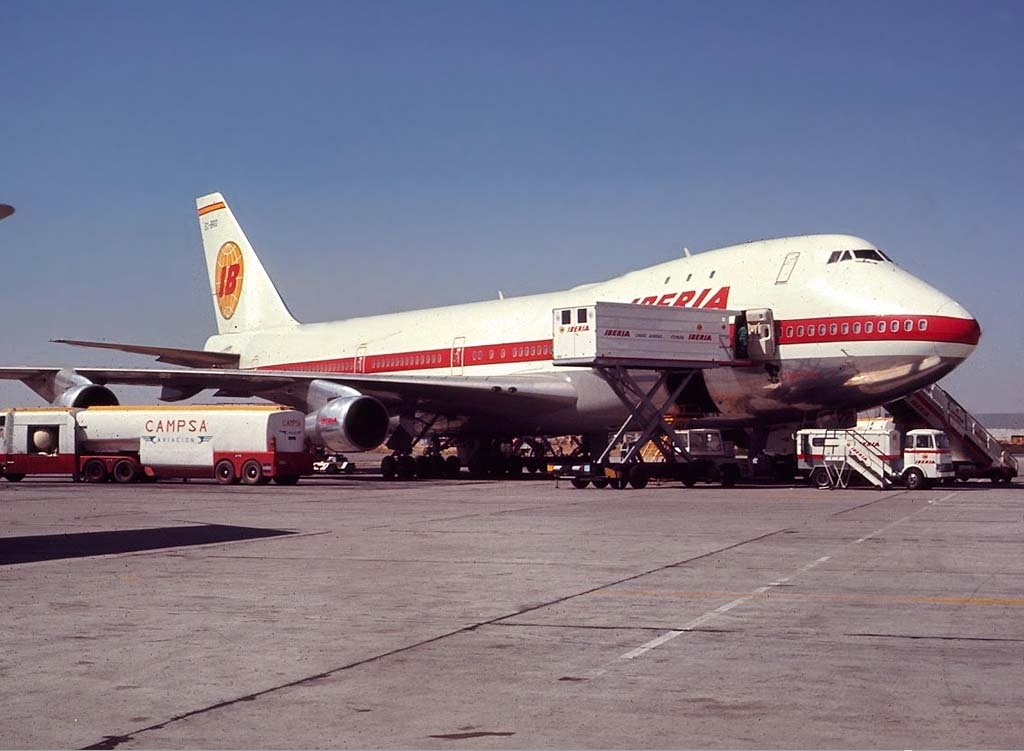
ボーイング747-100
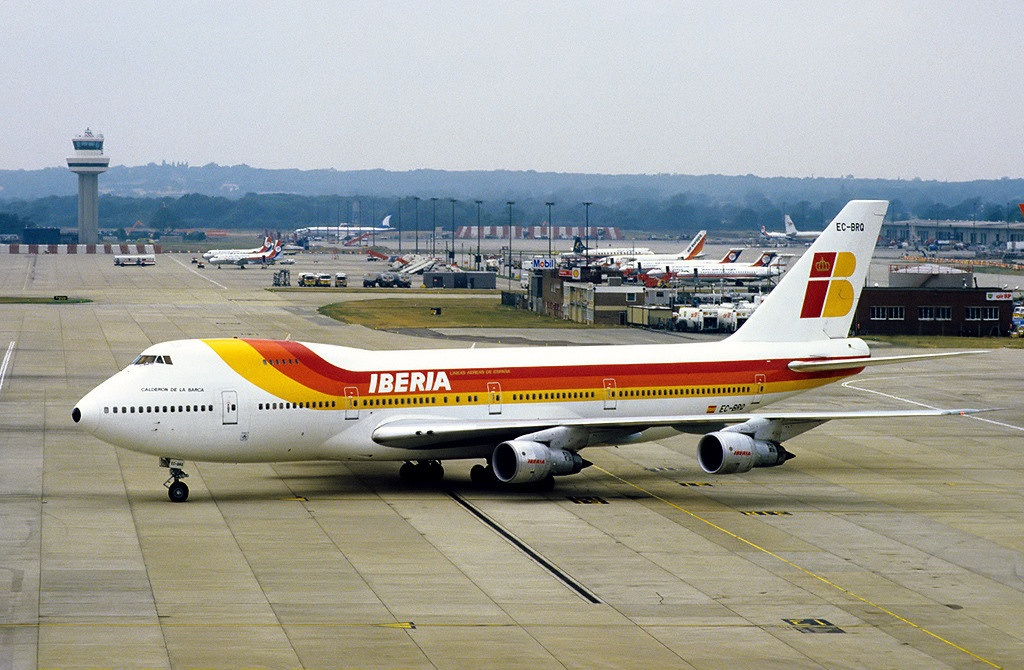
ボーイング747-200B
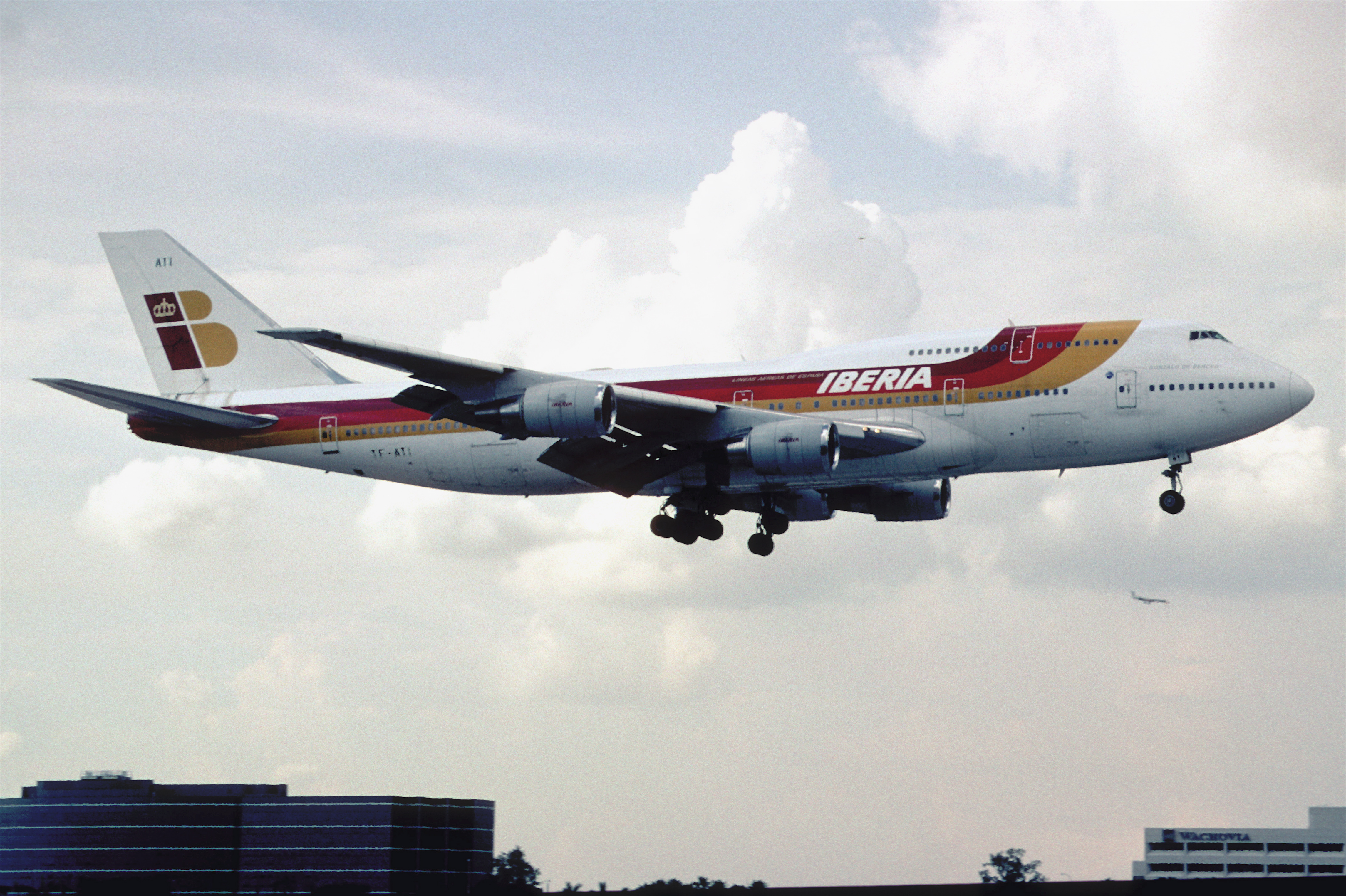
ボーイング747-300
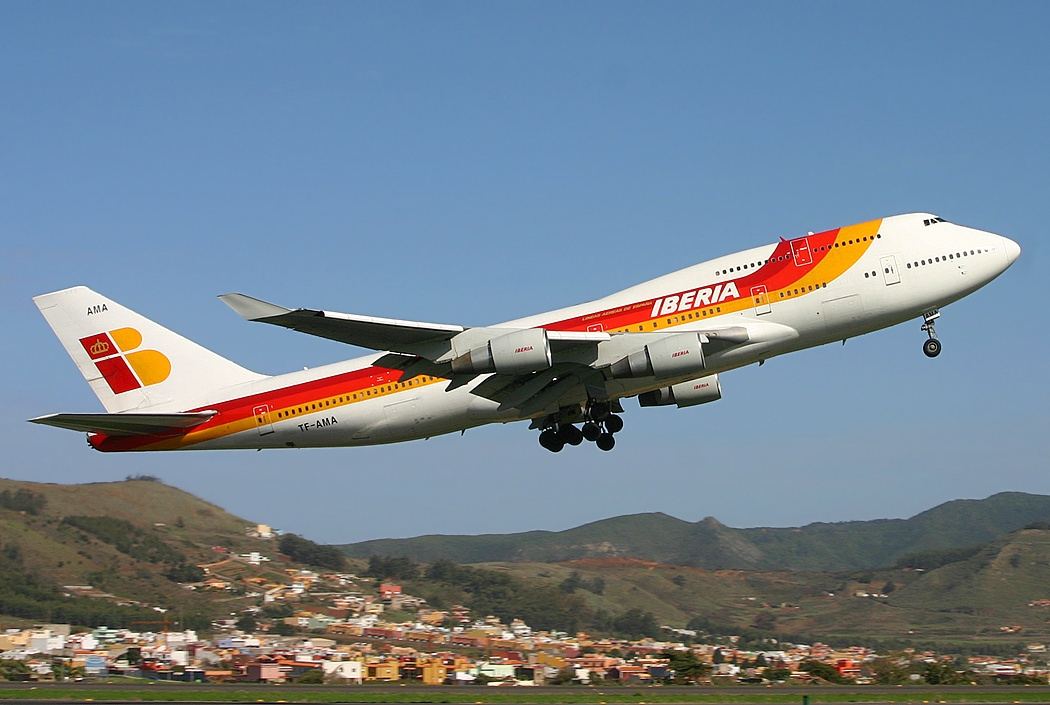
ボーイング747-400
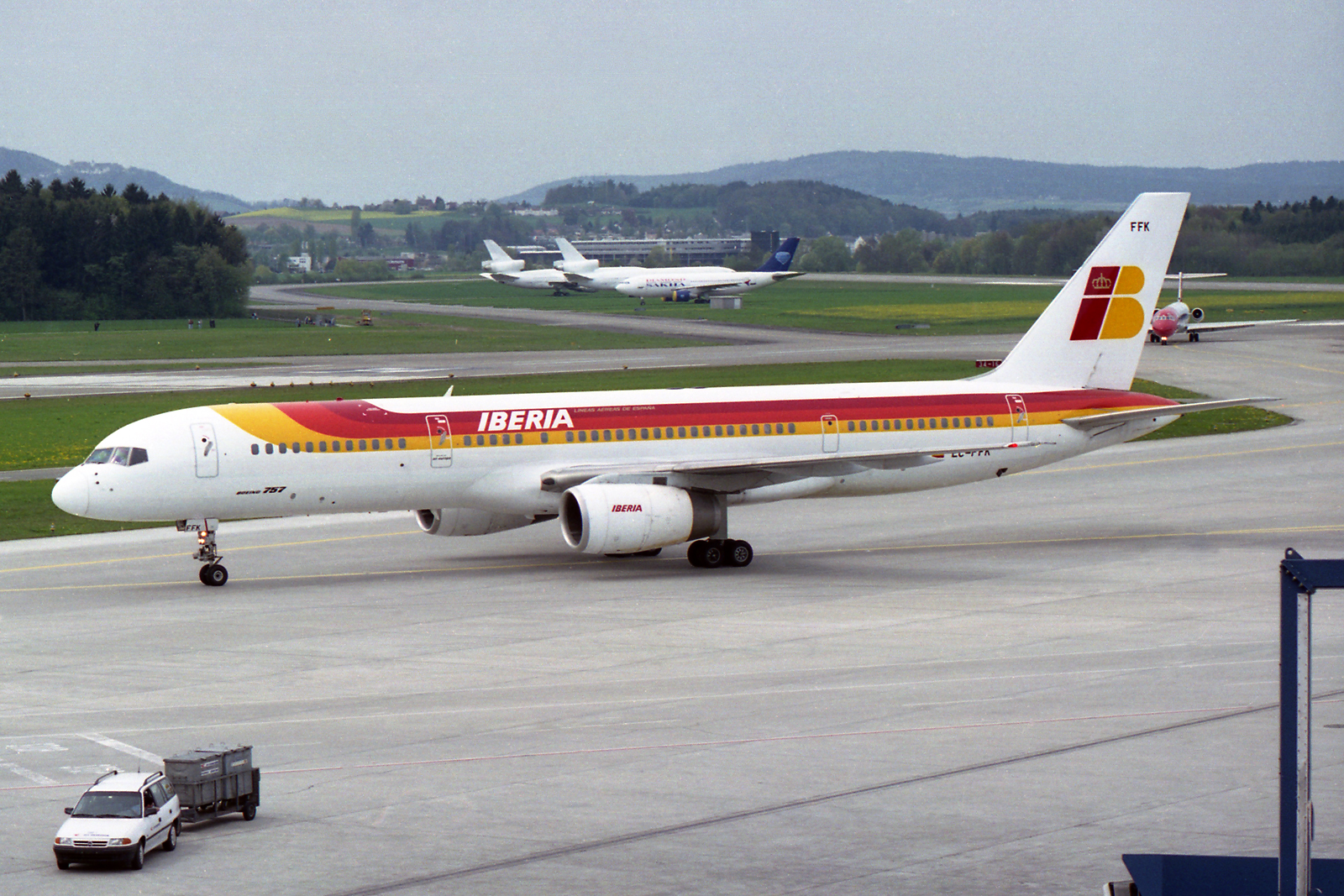
ボーイング757-200
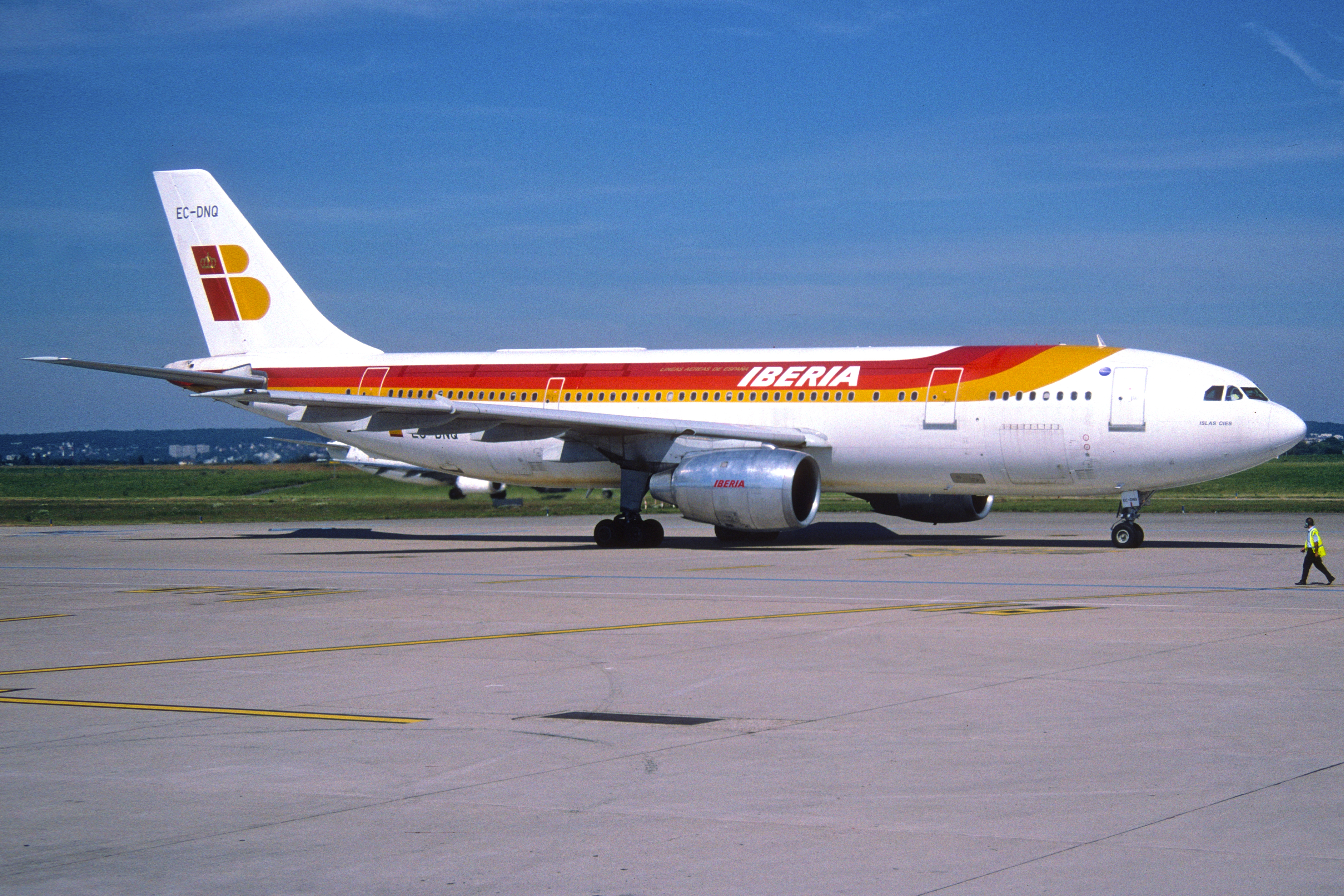
エアバスA300
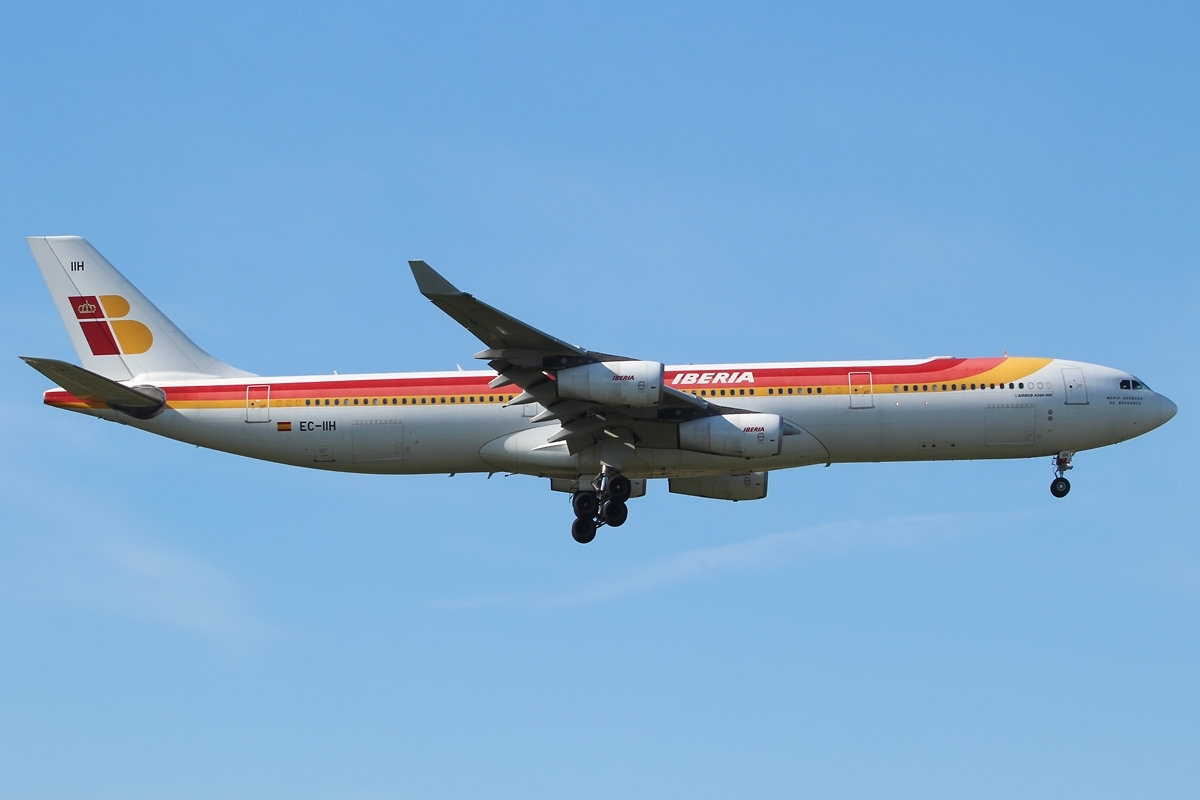
エアバスA340-300

## 就航都市
| スペイン国内 | スペイン国内 |
| --- | --- |
| マドリード（ハブ空港）、パルマ・デ・マリョルカ、セオ・デ・ウルヘル、バレンシア、イビザ、バリャドリッド、バダホス、ビーゴ、レオン、アルガイア、ログローニョ、カステリョン・デ・ラ・プラナ、コルドバ、テネリフェ/ノルテ、テネリフェ/スール、メリリャ、バルセロナ、ビルバオ、マラガ、セビリア、アリカンテ、マオー、アルメリア、ラス・パルマス、アストゥリアス、フエルテベントゥラ、サンティアゴ・デ・コンポステーラ、サンタンデール、ヘレス・デ・ラ・フロンテーラ、サンタ・クルス・デ・ラ・パルマ、ア・コルーニャ グラナダ、サン・セバスティアン、パンプローナ、ランサローテ、レウス | |
| 国際線 | |
| ヨーロッパ | |
| イギリス | ロンドン/ヒースロー、ロンドン/ガトウィック、マンチェスター、エディンバラ                                                                                  |
| フランス | パリ/シャルル・ド・ゴール、パリ/オルリー、リヨン、ニース、マルセイユ、ボルドー、ストラスブール、トゥールーズ、ナント                                      |
| イタリア | ローマ/フィウミチーノ、ミラノ/マルペンサ、ミラノ/リナーテ、ボローニャ、カリアリ、トリノ、カターニア、パレルモ、ヴェネツア、フィレンツェ、ナポリ、オルビア |
| スウェーデン | ストックホルム |
| アイスランド | ケプラヴィーク |
| アイルランド | ダブリン |
| ハンガリー | ブダペスト |
| クロアチア | ザグレブ、スプリト、ドブロブニク |
| ベルギー | ブリュッセル |
| オーストリア | ウィーン、インスブルック |
| アルバニア | ティラナ |
| スイス | チューリッヒ、ジュネーブ |
| フィンランド | ロヴァニエミ |
| スロベニア | リュブリャーナ |
| ポルトガル | リスボン、ポルト、フンシャル、ファロ、ポンタ・デルガダ |
| ノルウェー | トロムソ、オスロ |
| ギリシャ | アテネ、ケルキラ島、ミコノス島、サントリーニ島 |
| デンマーク | コペンハーゲン |
| チェコ | プラハ |
| ドイツ | フランクフルト、デュッセルドルフ、ミュンヘン、ハンブルク、ベルリン/ブランデンブルグ                                                                       |
| オランダ | アムステルダム |
| アフリカ | |
| モロッコ | カサブランカ、タンジェ、マラケシュ |
| エジプト | カイロ |
| アルジェリア | アルジェ |
| セネガル | ダカール |
| 北米・中米・カリブ | |
| アメリカ合衆国 | ニューヨーク/JFK、ボストン、ロサンゼルス、サンフランシスコ、マイアミ、ワシントン/ダレス、シカゴ、オーランド                                               |
| メキシコ | メキシコシティ |
| キューバ | ハバナ |
| コスタリカ | サンホセ |
| ドミニカ共和国 | サントドミンゴ |
| プエルトリコ | サン・フアン |
| ニカラグア | マナグア |
| パナマ | パナマシティ |
| グアテマラ | グアテマラシティ |
| エルサルバドル | サンサルバドル |
| 南米 | |
| チリ | サンティアゴ |
| アルゼンチン | ブレノスアイレス |
| ブラジル | リオデジャネイロ、サンパウロ、レシフェ、フォルタレザ |
| ベネズエラ | カラカス |
| ペルー | リマ |
| エクアドル | グアヤキル、キト |
| コロンビア | ボゴタ |
| ウルグアイ | モンテビデオ |
| 中東 | |
| イスラエル | テルアビブ |
| カタール | ドーハ/ハマド |
| アジア | |
| 日本 | 東京/成田 |

## 日本との関係

### 日本への運航便
| 便名      | 路線      | 路線       | 機材             | コードシェア |
| --------- | --------- | ---------- | ---------------- | ------------ |
| IB281/282 | 東京/成田 | マドリード | エアバスA350-900 | JL/日本航空  |

この路線は、ロシア上空を避ける飛行ルートで運航するため、マドリード発は欧州から中央アジアや中国上空を通過する南回りで、成田発は太平洋と北極海を通る北回りで運航している。所要時間は成田発が約16時間、マドリード発が約14時間を要し、イベリア航空の最長フライトとなっており、さらに、日本とヨーロッパを結ぶ路線の中で最長距離を誇っている。

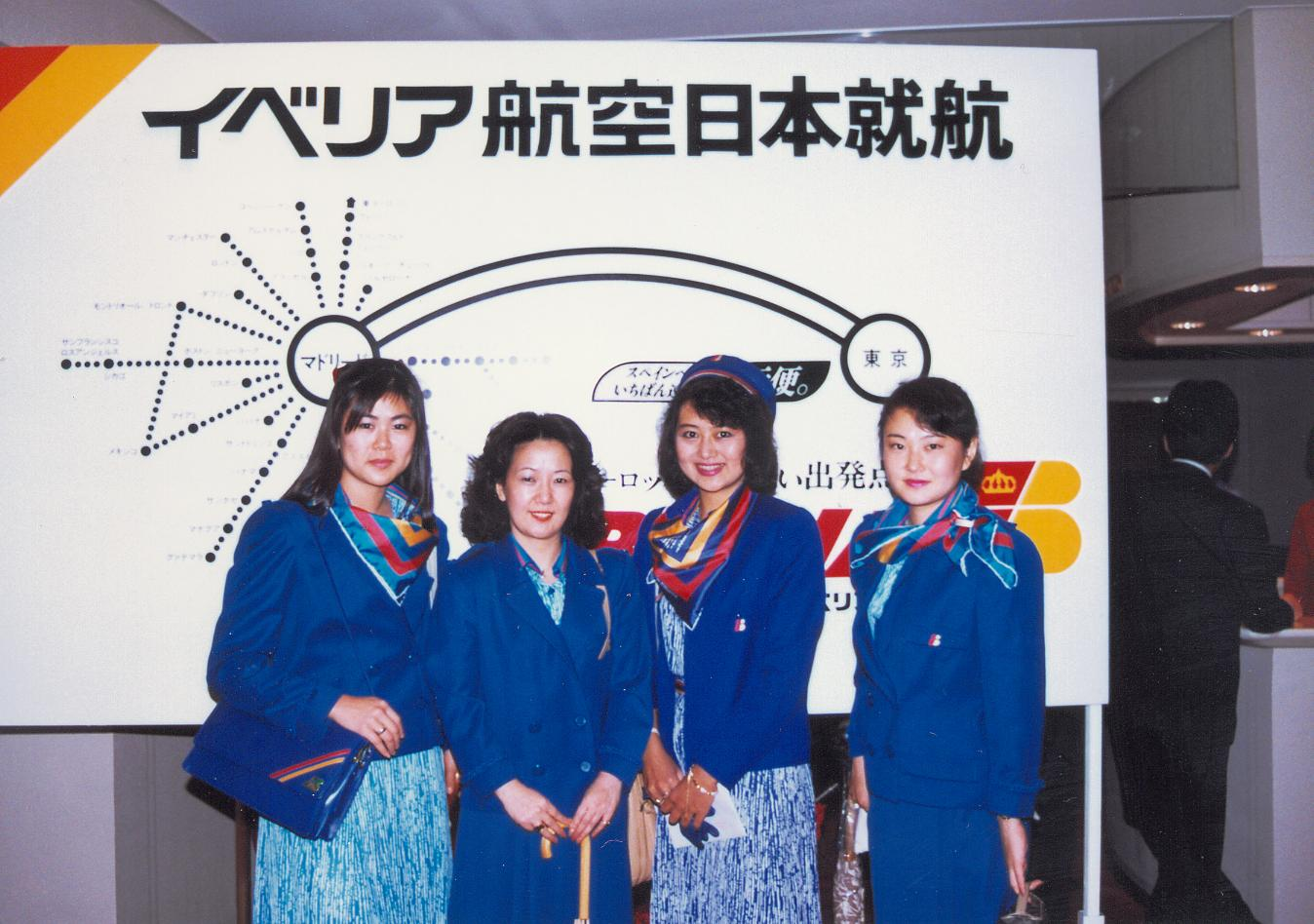
1986年の成田空港就航時の写真

### 日本との歴史
- 1986年5月、マドリード-バレンシア-ムンバイ-東京/成田線に就航し、日本への就航を果たした[35]。
- 1987年には経由地をアンカレッジとモスクワに変更した。
- 1990年には、経由地をモスクワのみとした。
- その後直行便化されたが1998年12月に撤退した。
- 1994年に日本の三重県で開園した複合リゾート施設「志摩スペイン村」の中に開設された、スペインを題材としたテーマパークの「パルケエスパーニャ」のスポンサーとなっていたが、この日本路線撤退に伴い契約を終了した。
- 2015年7月31日付で、東京への就航を検討していると発表した[36]。
- 2016年10月18日、東京/成田-マドリード線を開設した[37]。
- 2016年12月28日、12月16日(金)に受領した機体記号「EC-MNL」のA330-200に「Tokio(東京)」の愛称を付けた[38]。
- 2020年6月17日より、東京/成田-マドリード線を毎日運航へ増便し、使用機材もエアバスA330-200からエアバスA350-900に大型化する予定だったが、新型コロナウイルス感染拡大を受けて、2020年3月20日をもって、東京/成田-マドリード線も運休した[39][40]。
- 2024年10月27日、週3便にて成田 - マドリード線を運航を再開した[41][42]。

## 関連会社

### イベリア・エクスプレス
英語版記事も参照
短・中距離路線の収益改善を図るため、ブエリング航空とは別に設立された格安航空会社。2011年10月に設立が発表され、2012年3月に運航を開始した。主にイベリア航空から路線移管を受ける形で運航ルートを拡大している。

### イベリア・リージョナル
詳細はエア・ノストラムの項目を参照のこと。
上記に加えて、グループの関連事業として、イベリア航空の自社機材及び他社へのサービスとして、航空機の保守会社の資格を得ている。また、航空会社を顧客として、スペインの空港の取り扱いサービス (航空機及び旅客への補助) の有力企業である。

## 事故・事件
- イベリア航空062便墜落事故
- イベリア航空602便墜落事故
- イベリア航空610便墜落事故
- 1973年ナント空中衝突事故
- マドリード・バラハス空港地上衝突事故